# VIP-стиль

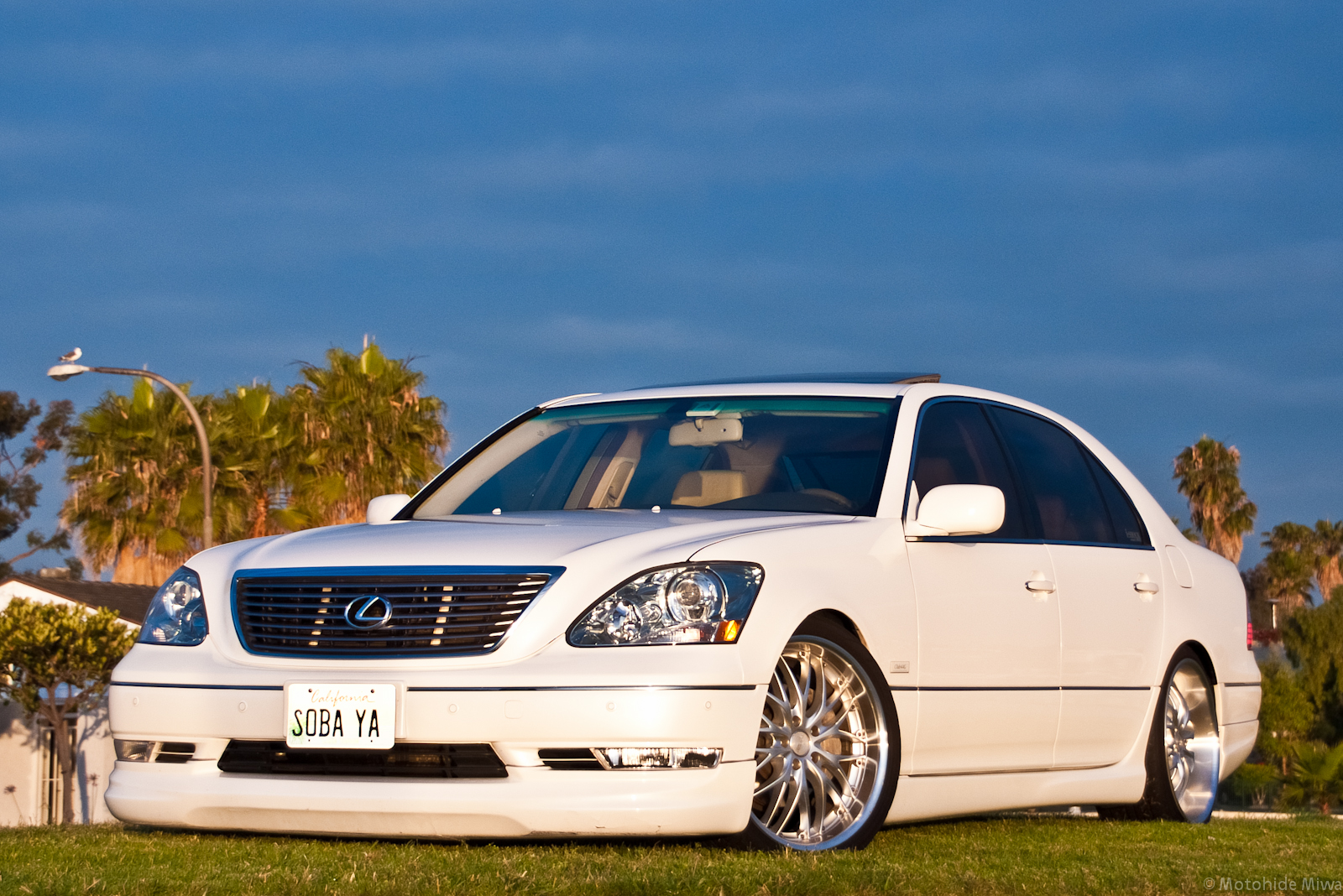
WekFest Los Angeles Lexus LS 430

VIP-стиль ( яп. ビップカー, дос. «VIP car» ' VIP автомобіль ' ) — це вид модифікації автомобілів, що перекладається з романізованого японського як "БІППУ". Термін стосується модифікації японських розкішних автомобілів, щоб зробити їх нижчими та ширшими завдякі Body-kit(ами), поставити великі та широкі  "тапки". За базу модифікації беруть великий розкішний седан, зазвичай із заднім приводом, але іноді, інтузіасти використовують кей-кари, або, мінівени. 
VIP-стиль, колись асоціювався з Якудзою, але тут є спірні питання виникнення самого стилю.

## Історія

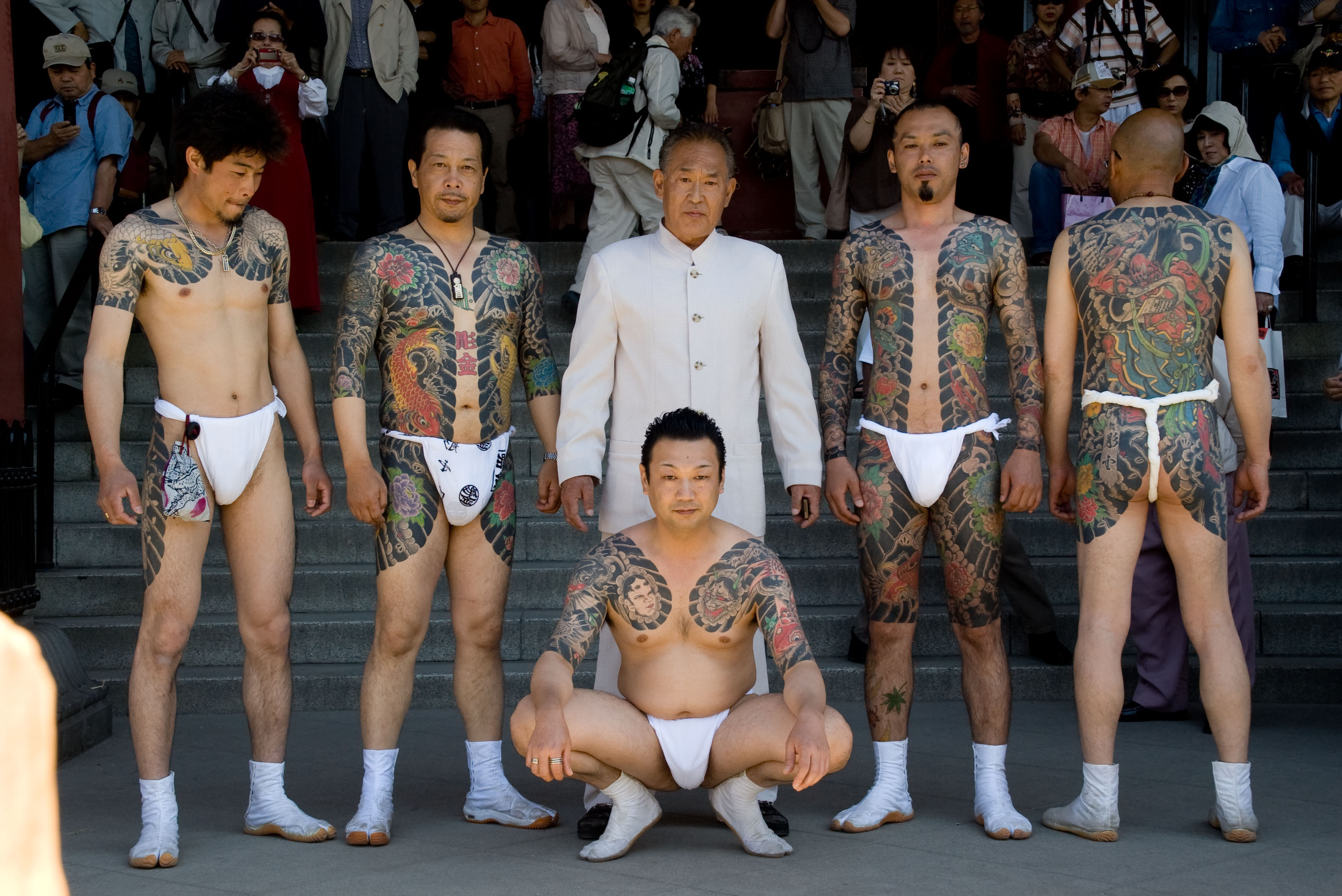
Yakuza at Sanja Matsuri

Ранній VIP-стиль, частково зародився зі Haiso, модифікацій автомобілів 1980-х років. Сам VIP-стиль, асоціюють з Якудзою, але зараз є цей факт є предметом суперечок та дискусій. Одна із основних версій про Якудзу те, що вони використовували японські седани, преміального та середнього класу, щоб уникнути сутичок з правоохоронними органами та конкуруючими бандами. Але Якудза хотіла виділитися, і почали модифікувати їх, занижати, встановлювати великі литі диски на свої авто, та всіляко модифікувати екстерє'р та інтерє'р.

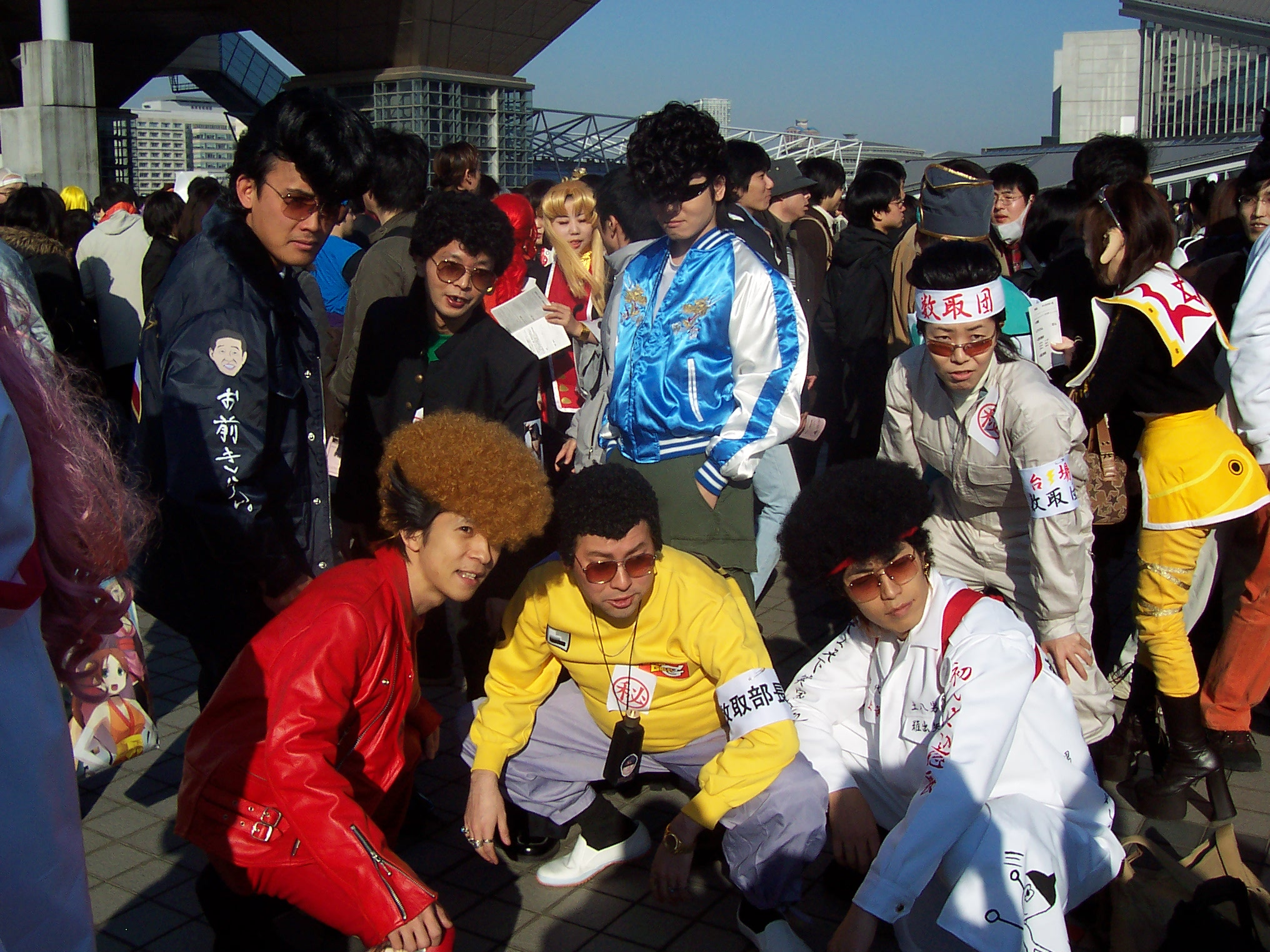
Japanese Bosozoku

Ще одна версія, розповідає про вуличних гонщиків з міста Осака, та банди босодзоку з району Канто. Стрітрейсерів репресувала поліція після численних перегонів на швидкісній автостраді Ханшин. На початку 1990-х років члени банди почали пересідати на седани з хетчбеків, на яких націлилась поліція, як спосіб переміщатися залишаючись не поміченими. Банди бозодзоку використовували трішки інший підхід. Вони почали модифікувати випускну систему, зазвичай зрізали або робили різні форми її на частині де було видно саму трубу, інтерєр та екстерєр. Автомобілі в результаті всіх маніпуляцій, ставали гучними. Згодом цей стиль почали називати "Yankee style". За основу модифікацій були взяті з гоночних автомобілів Super Silhouette 1970-х і 1980-х років. І звісно вони їздили необережно, та створювали дискомфорт для всіх інших учасників дорожнього руху. Як і якудза згодом вони почали використовувати великі седани, щоб уникнути переслідуваннь.

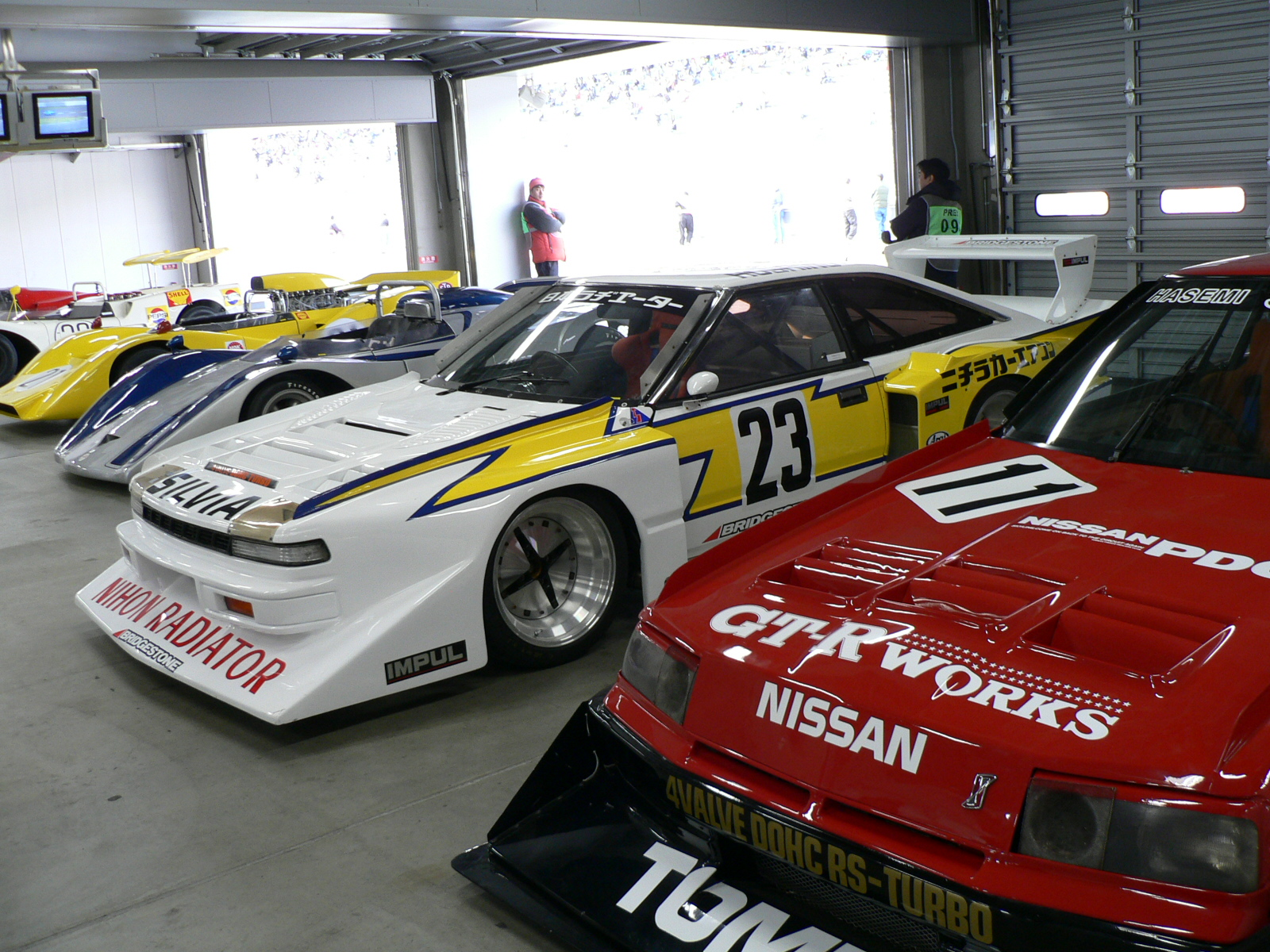
S110 SILVIA SILHOUETTE-FOMULA

Якщо зробити невеликий висновок, то потрібно зауважити що з якої течії пішов VIP-стиль сказати конкретно неможна, так як майже всі історії можуть бути правдивими, як і історія з Якудзою, так стрітрейсерів із Канто та Осаки які переховувалися від поліції.

## Характеристики
Окрім модифікації екстерє'ру, таких як заниження авто, великих литих дисків, body-kit(a), також присутній тюнінг інтер'єру. 

### Характеристика модифікації екстер'єру
- Заниження авто.

Зазвичай беруть або гвинтову підвіску, та потім методом "спроб і помилок" налаштовують її так як це потрібно, але також тюнери використовують пневмопідвіску, щоб регулувати її не роблячи ніяких маніпуляцій вже на пряму з елементами підвіски.
- Модифікація випускної системи.

В більшості випадків, модифікують кінець випускної системи, тобто можуть подовжити трубу, загнути її під різним кутом, зробити її положення вище, або нижче.
- Body Kit

Боді кіт(ів) є безліч, кожен може вибрати такий який йому подобається. Основного кіт(а) виділити не можна. 
В комлпект входять: 
1. Передній Бампер
2. Задній Бампер
3. Пороги
4. Глушник (в залежності від виробника та моделі кіт(а) )
5. Крила (в залежності від виробника та моделі кіт(а) )
6. Протитуманні фари (в залежності від виробника та моделі кіт(а) )
7. Пневмопідвіска (в залежності від виробника та моделі кіт(а) )

- Диски

Підходячи до цього пункту, не можна сказати що є модель яку зазвичай використовують. Як і з боді кіт(ом), у кожного свій смак, і кожен обирає комплект дисків, такий, який подобається власнику автомобіля. 

Наприклад: 

Наприкінці 2000-х років компанія AodHan Wheels вийшла на ринок післяпродажного обслуговування автомобілів.
За доступною ціною AodHan пропонує колеса для продуктивності, економічності та розкоші.
Крім того, інноваційні процеси лиття під низьким тиском і кування на фабриці допомогли бренду виготовити колеса, які можуть витримувати щоденні поїздки.
AodHan DS05 називають оновленою класикою. Колесо натхненно традиційним п’ятиспицевим дизайном, пов’язаним із європейськими автомобілями. Є додаткова індивідуальність завдяки глибокій губі та заклепкам, які утворюються по колу колеса.

DS05 доступний у 18-дюймовій та 19-дюймовій версіях із різним виносом коліс, що найкраще підходить для вашого автомобіля. Він доступний у глянцевому чорному, бронзовому з обробленою губою, сріблястому, золотому та чорному.
Більш детально можна ознайомитись на сайтах які спеціалізуються на виготовленні та продажі литих дисків. 

### Характеристика модифікації інтер'єру
Інтер'єр так як і екстерє'р може бути різним. Алькантара, шкіра, оксамит і навіть хутро. Інші атрибути гарного життя наприклад, міні-бара, навороченої електроніки і потужної акустики – абсолютний «маст-хев». Знову як і з попередніми пунктами, немає єдиного типу модифікації інтер'єру. 

Приклади тюнінгу Салону
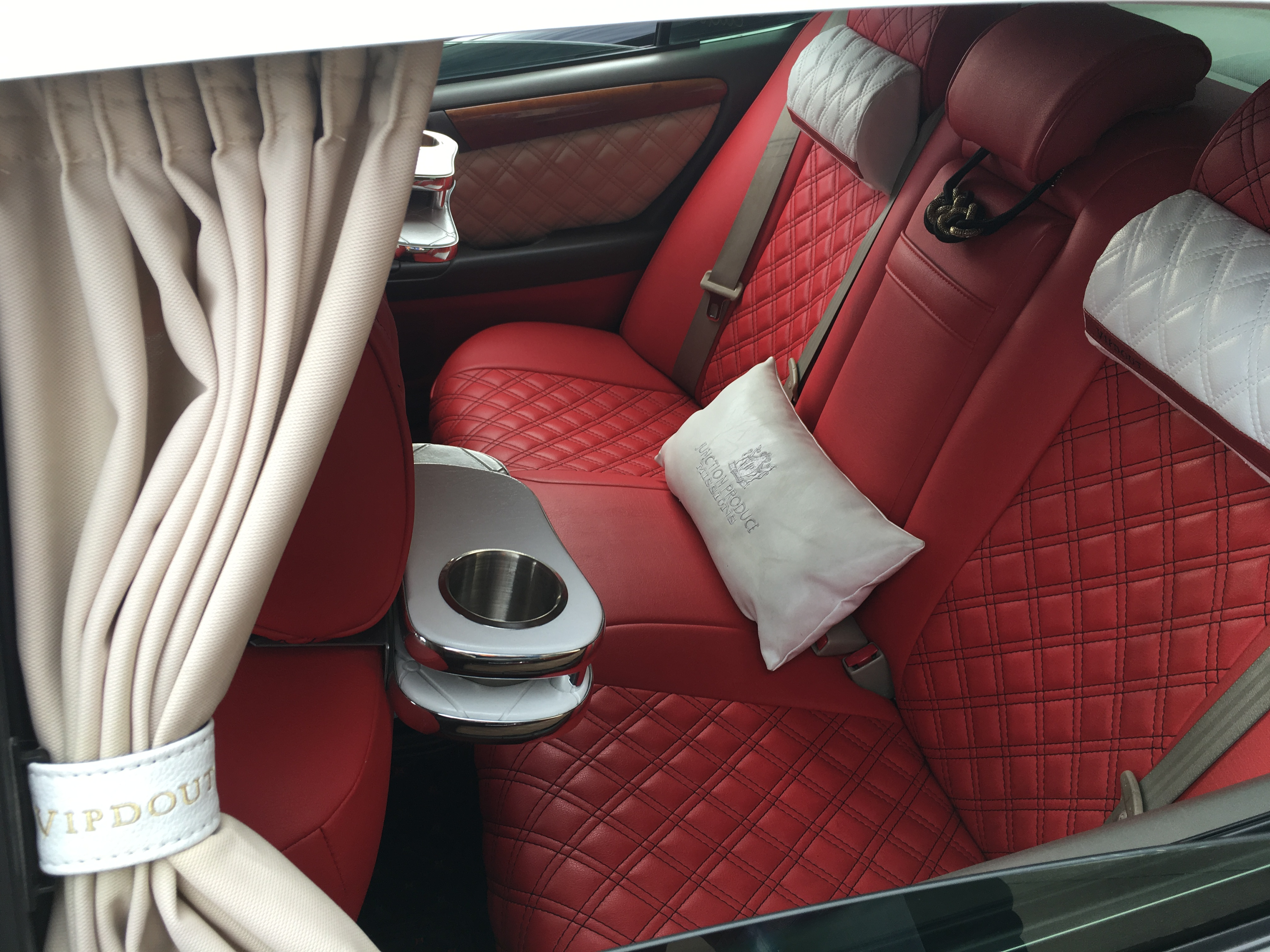
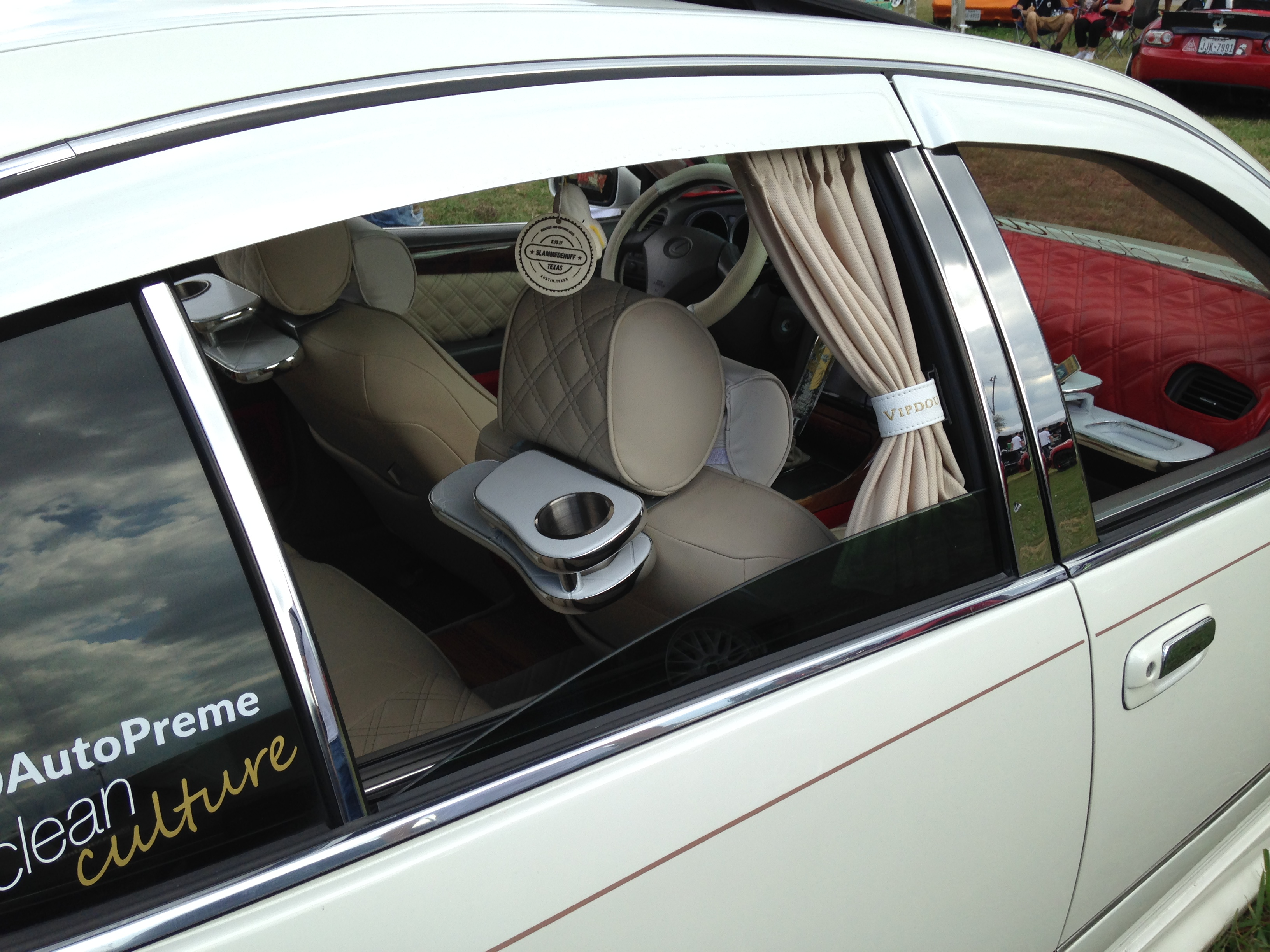

## Найбільш Вживані автомобілі
В більшості випадків, використовують великі седани японського виробництва, наприклад такі як:  

### Часто використовують
- Toyota: Aristo, Celsior, Century, Crown Majesta, Crown;

TOYOTA
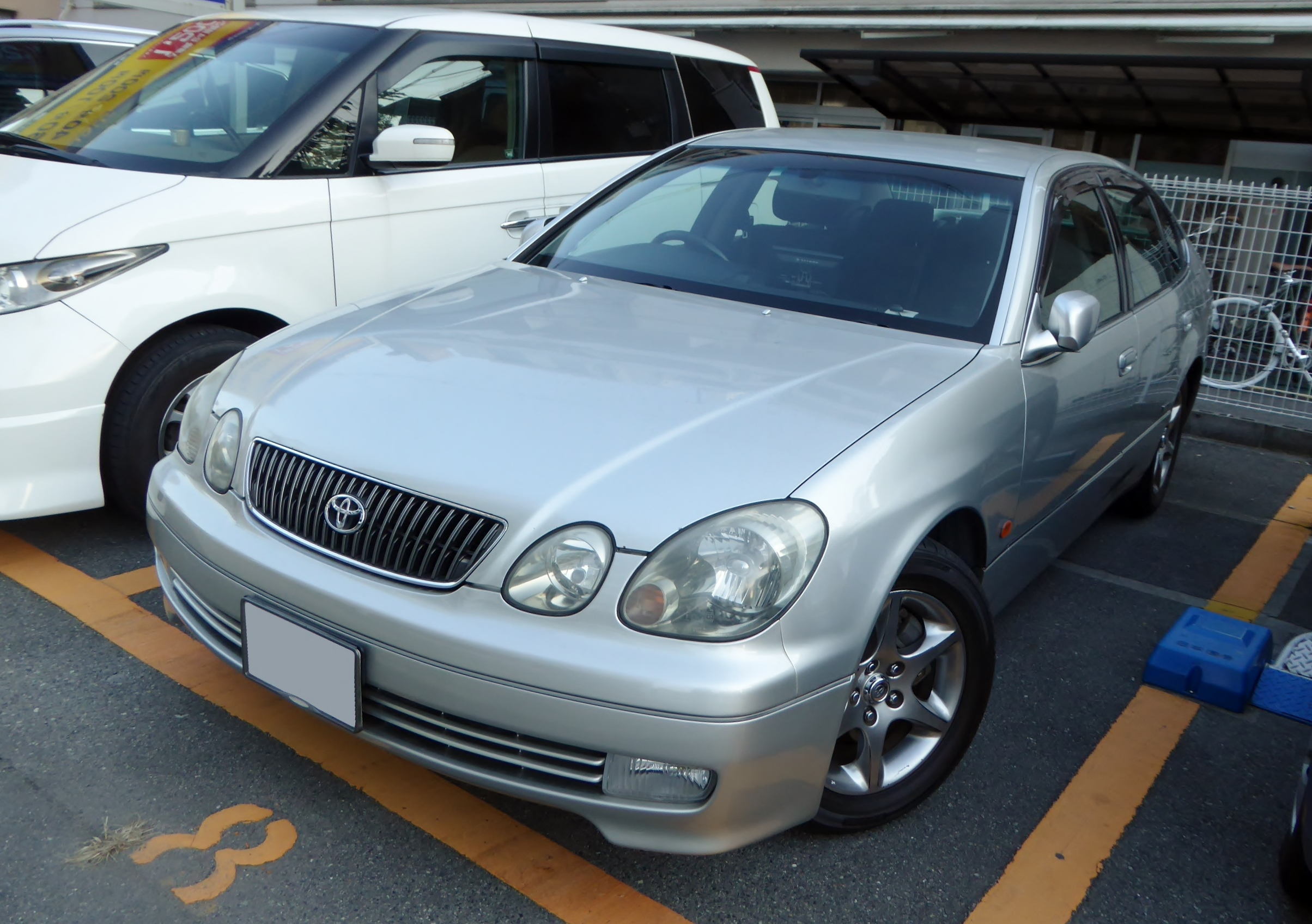
Toyota ARISTO
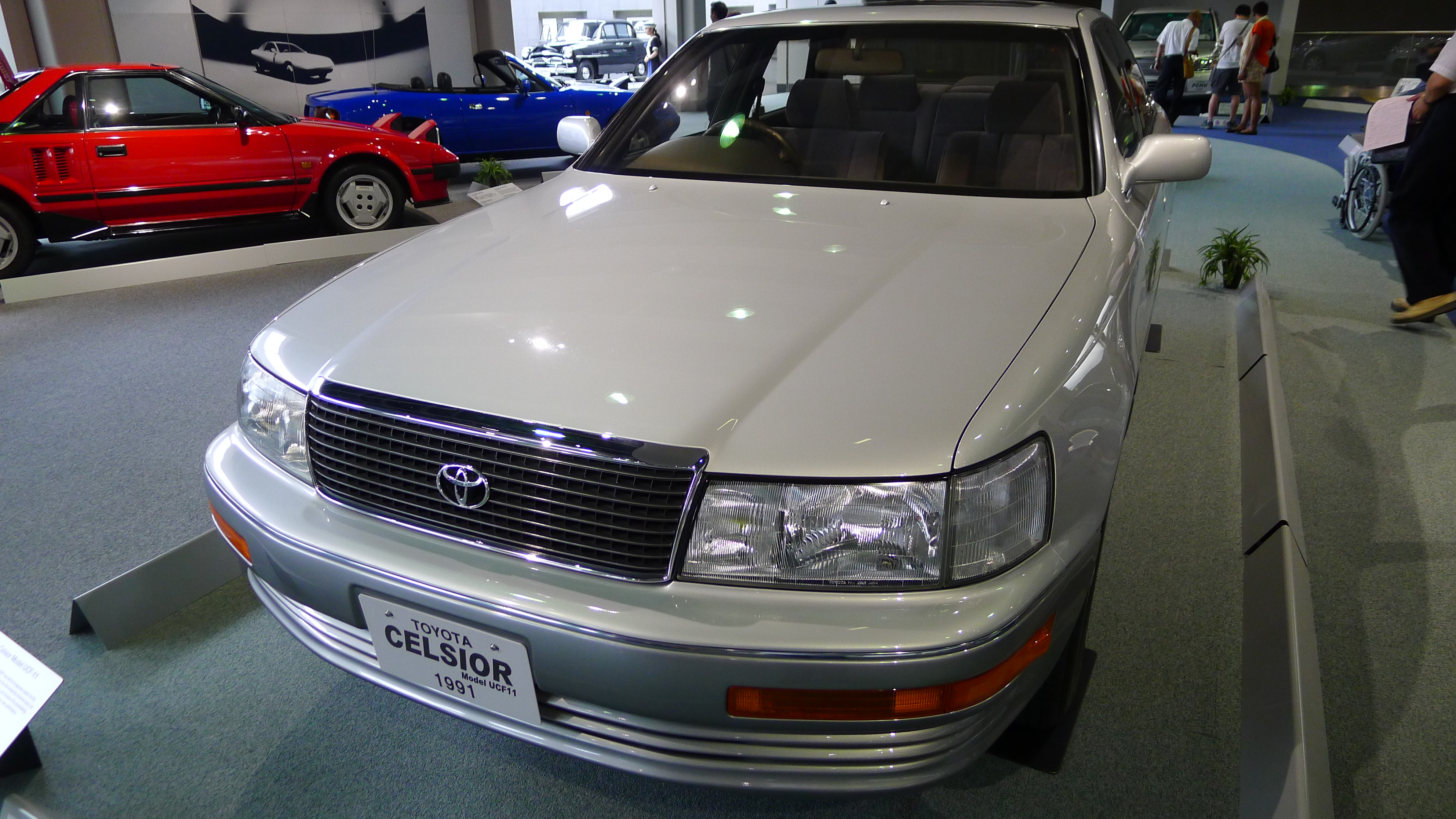
Toyota Celsior (XF10)
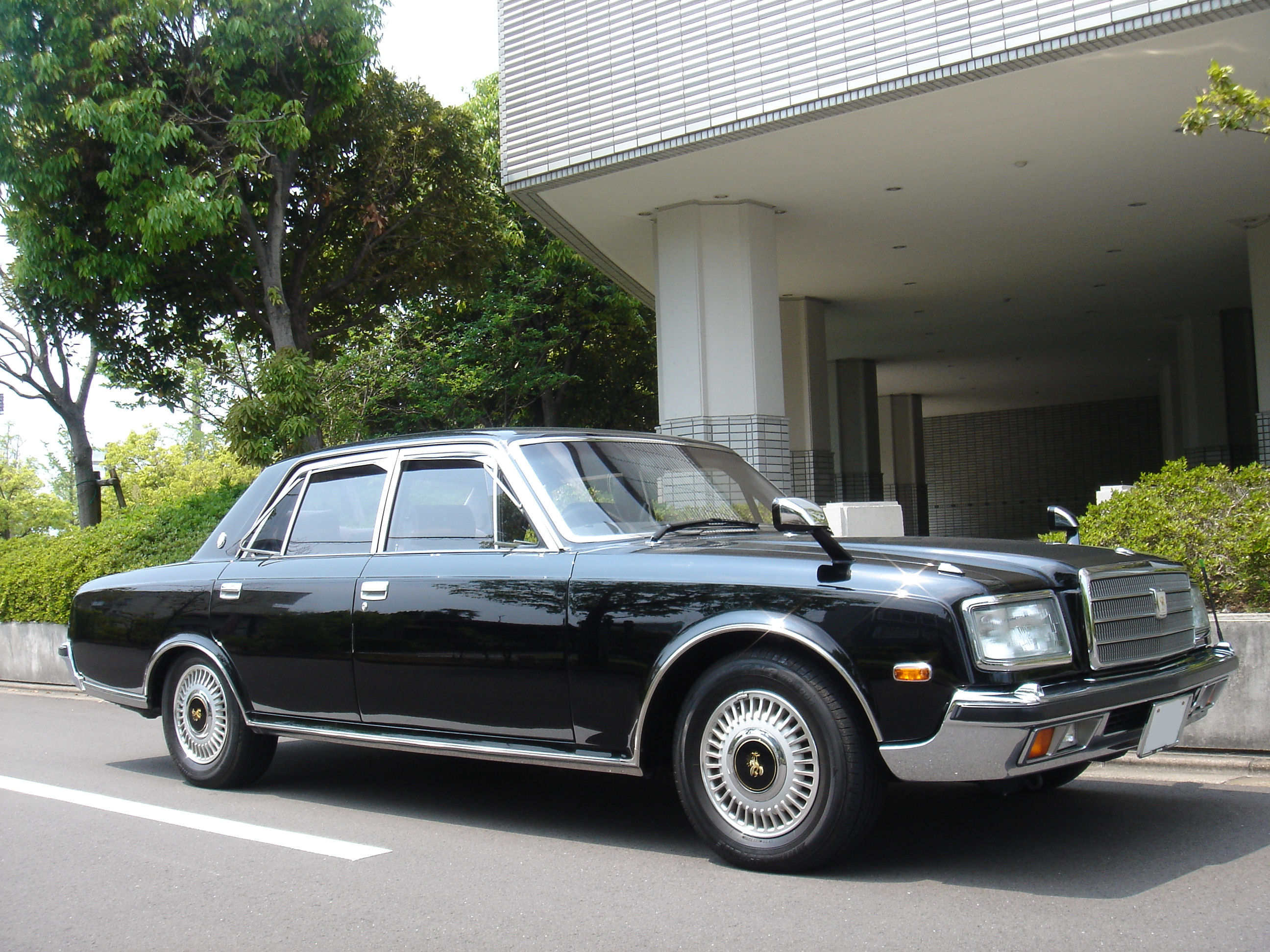
Toyota century(VG40)
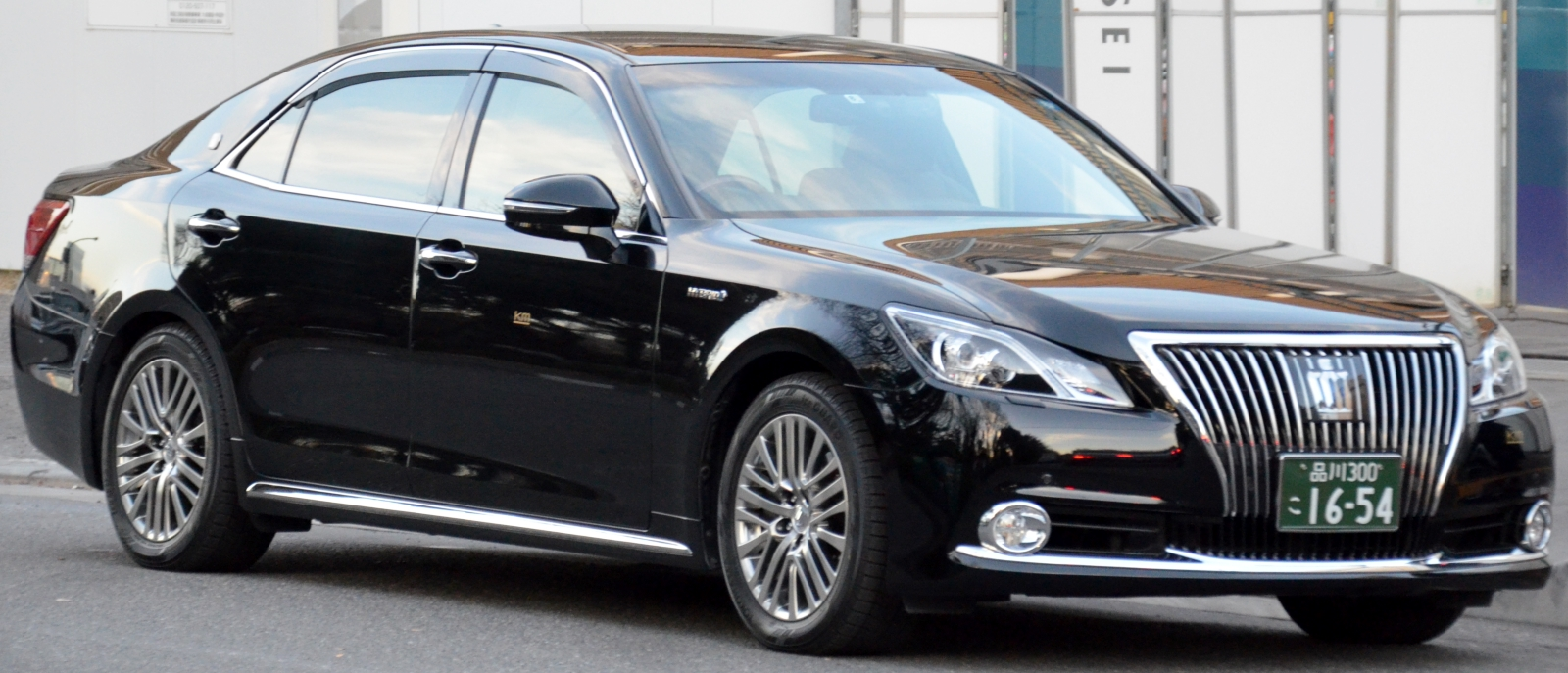
Toyota Crown Majesta
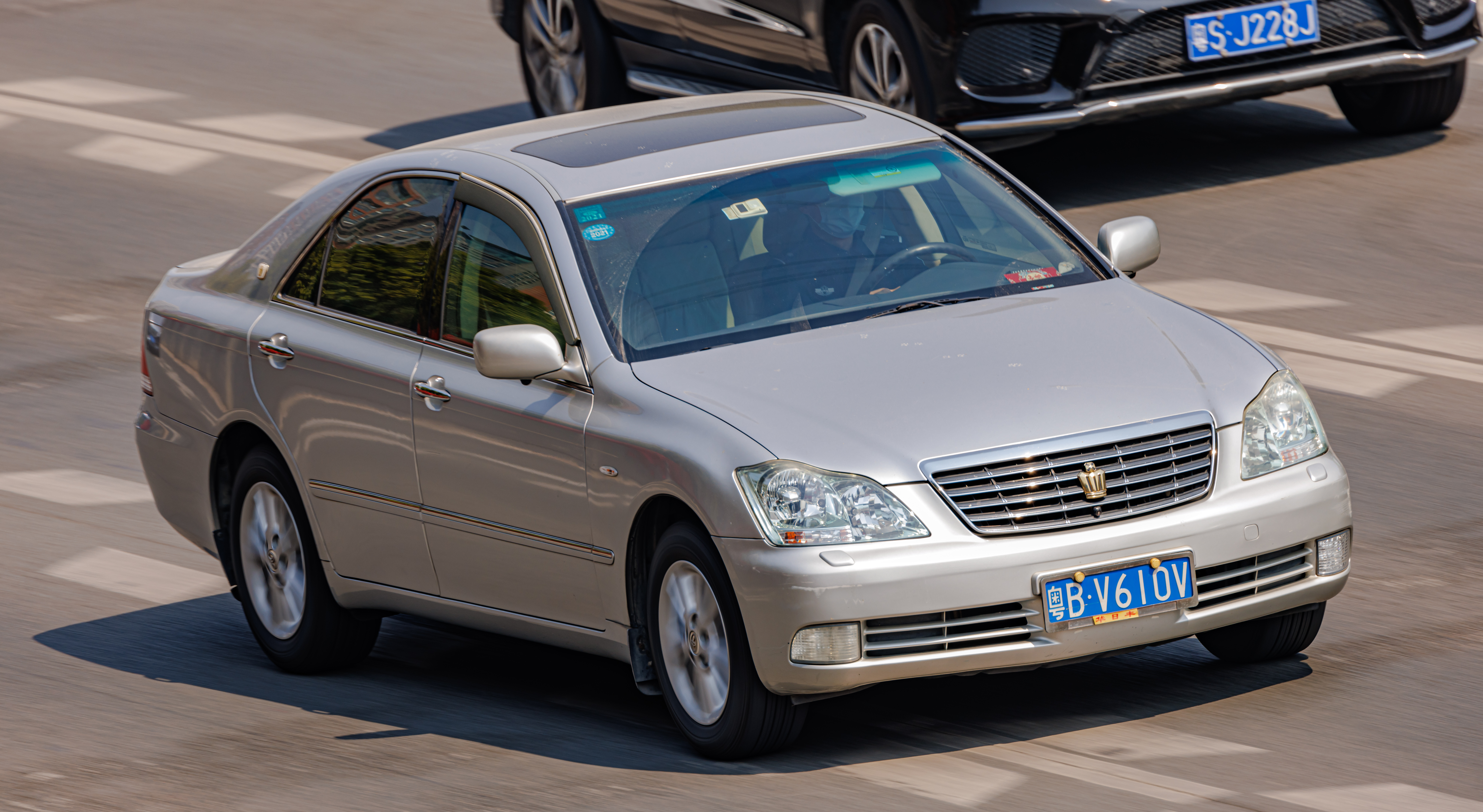
Toyota Crown

- Nissan: Cedric/Gloria/Fuga, Cima/President

NISSAN
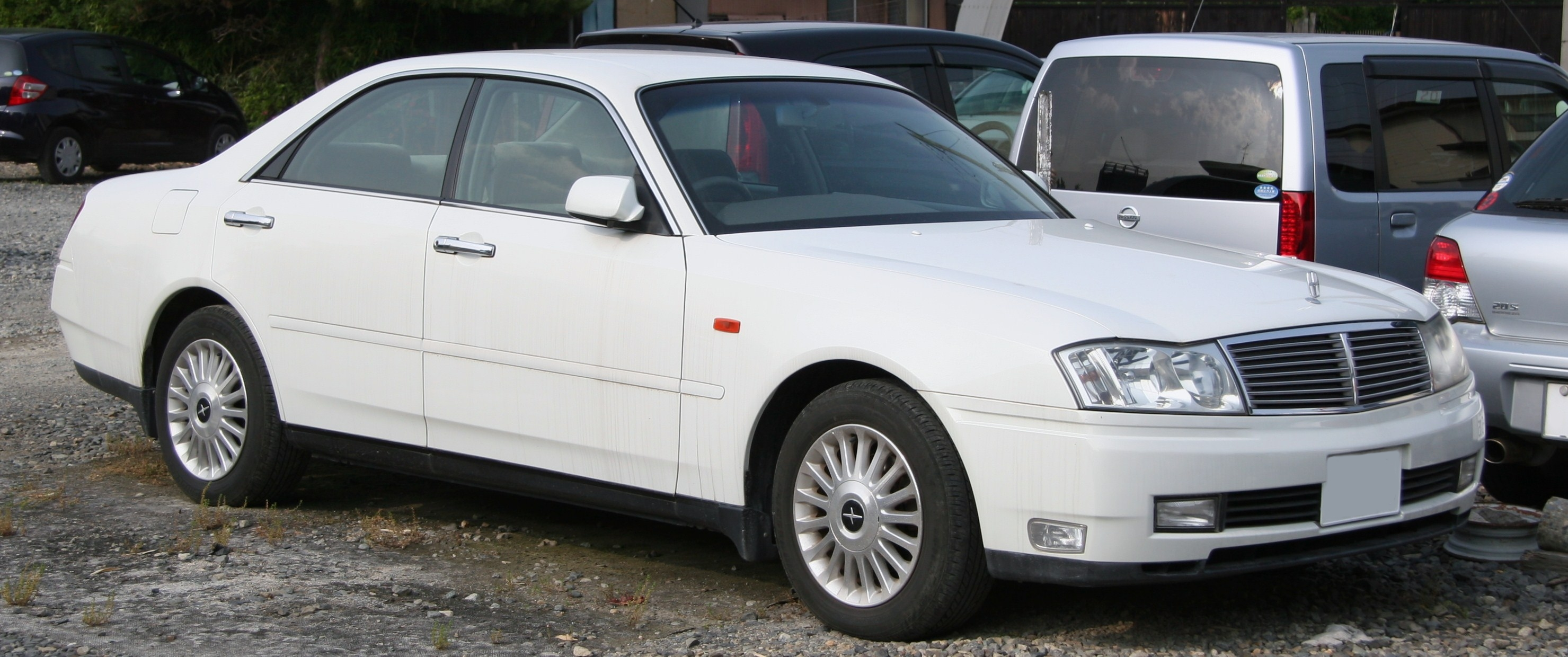
Nissan Cerdic
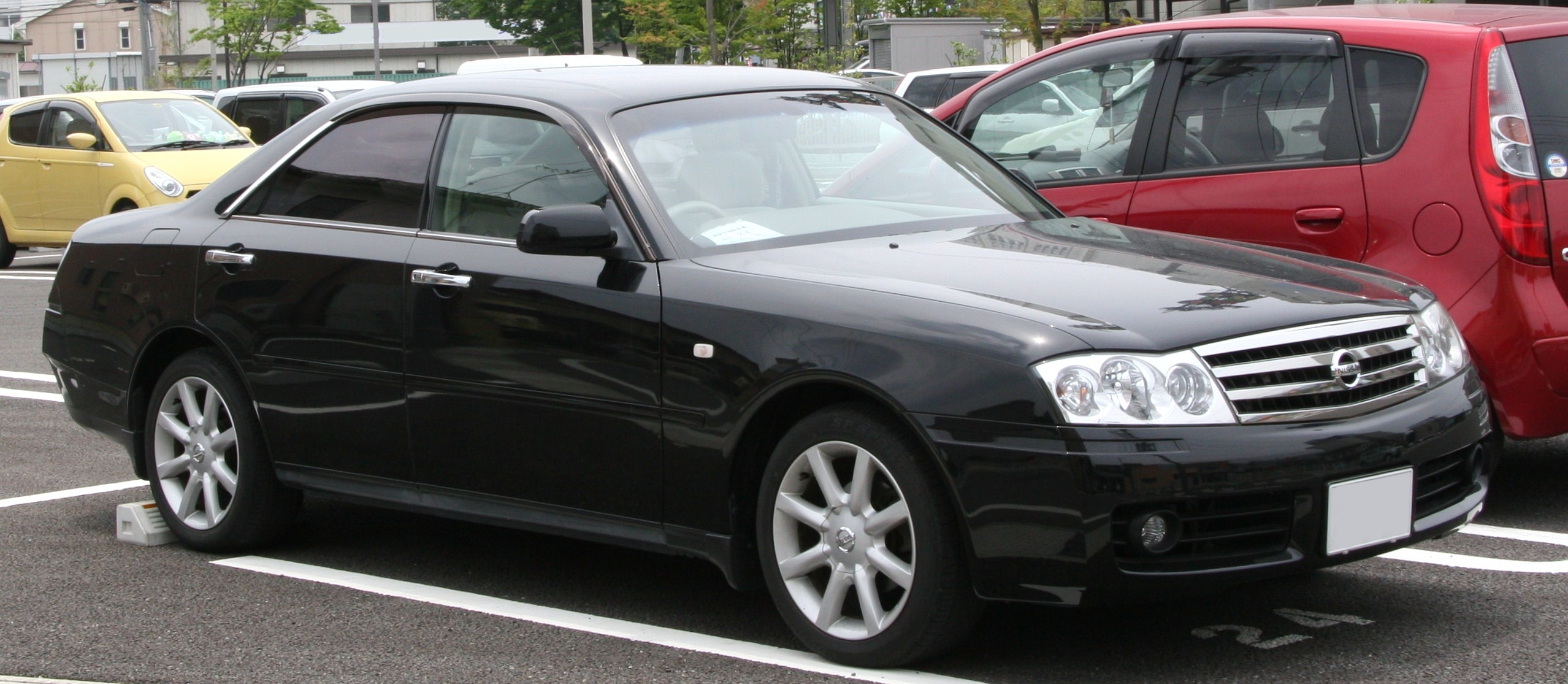
Nissan Gloria
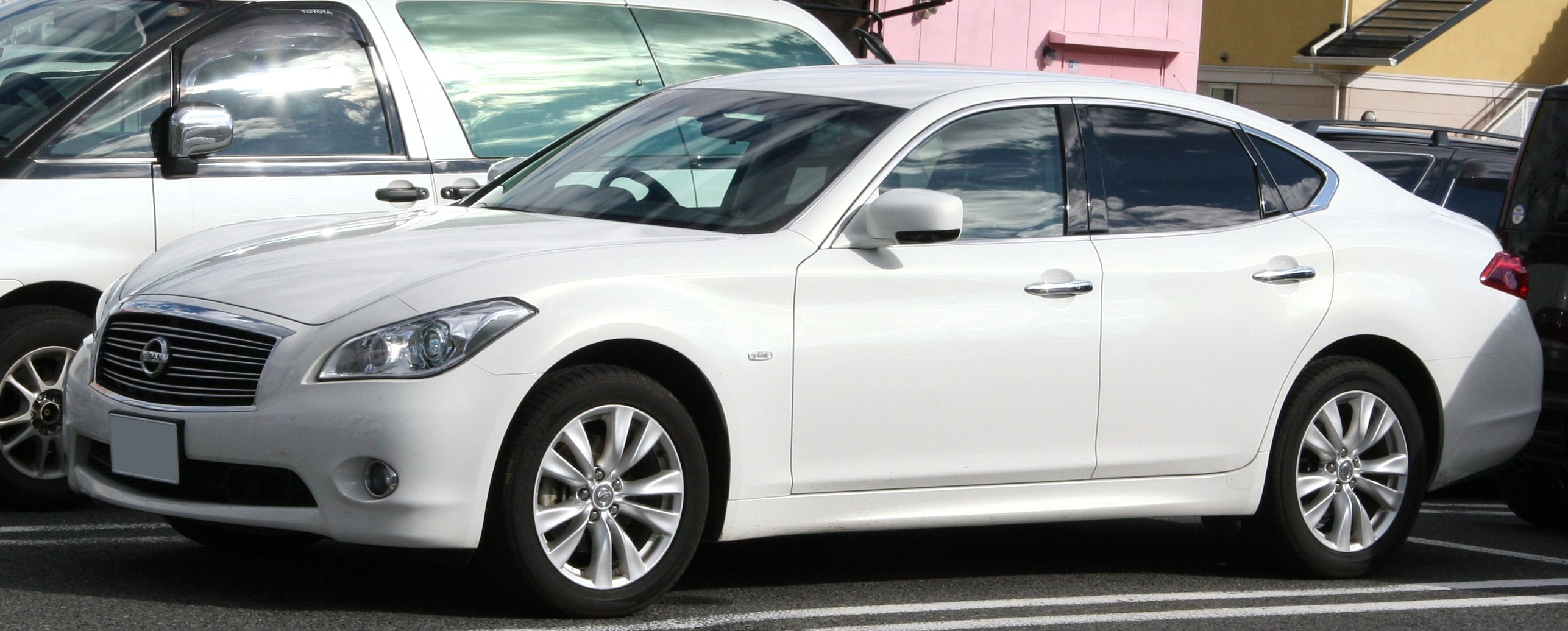
Nissan Fuga
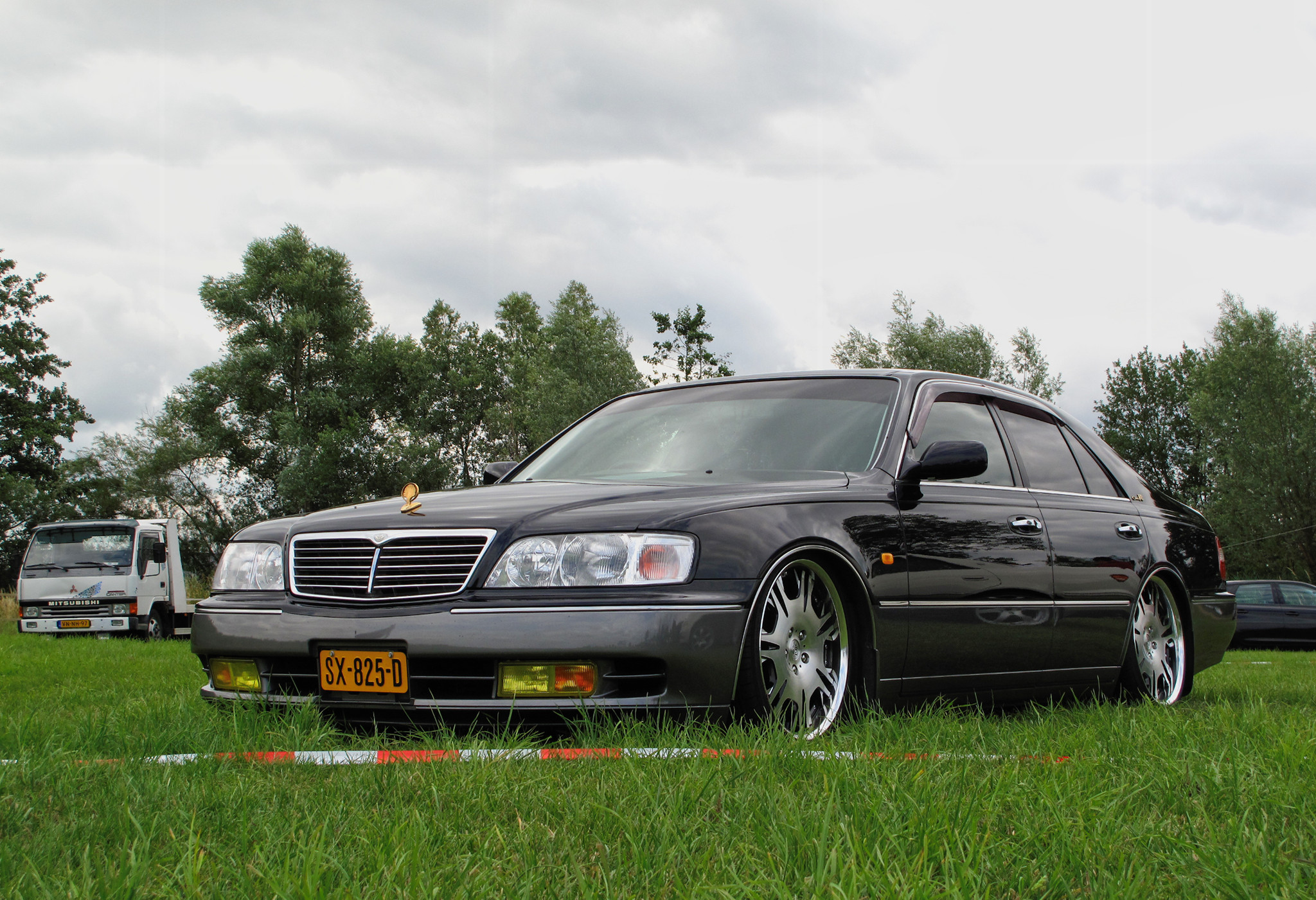
Nissan Cima
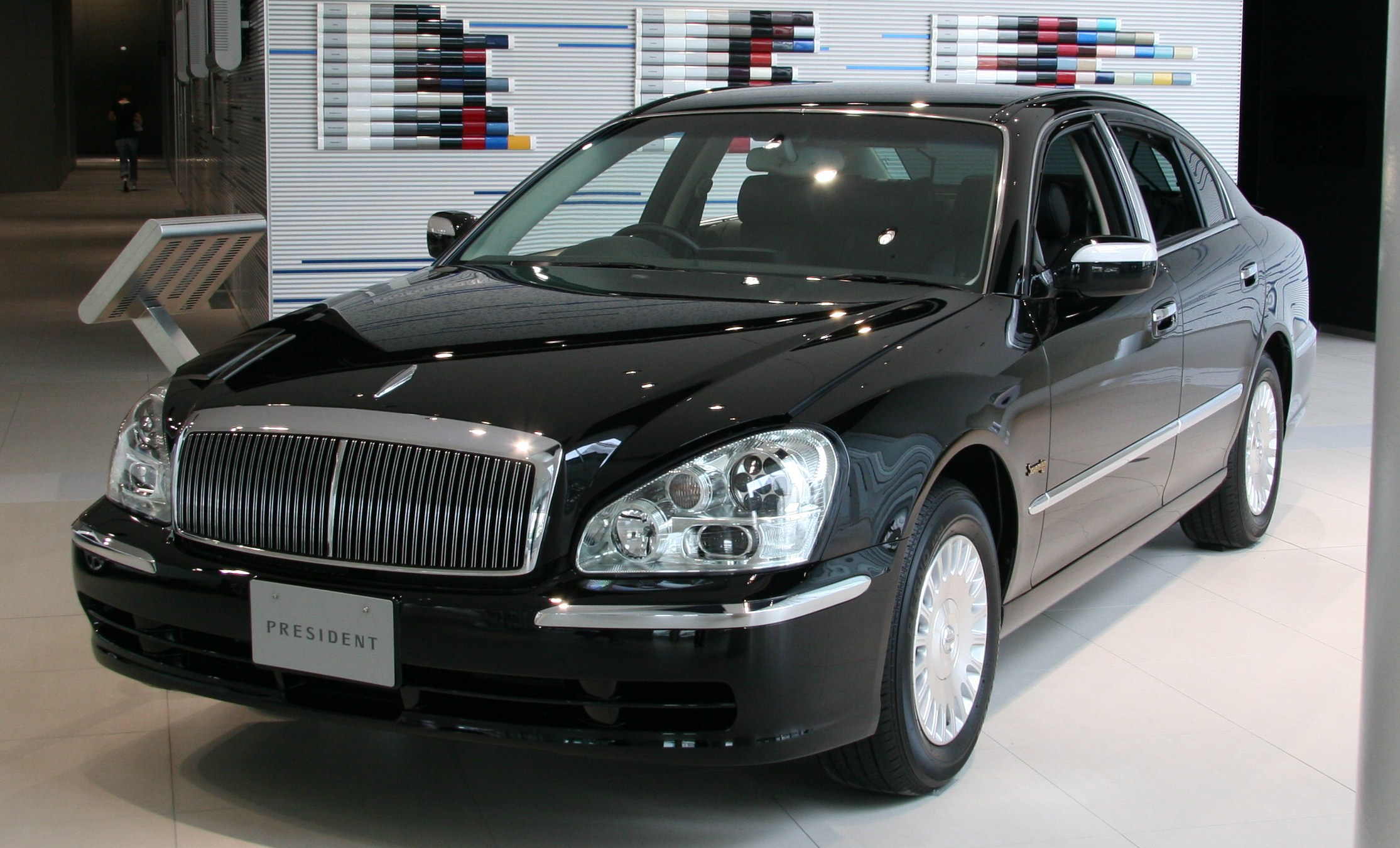
Nissan President

### Іноді
- Honda: Legend, Vigor/Inspire;

HONDA
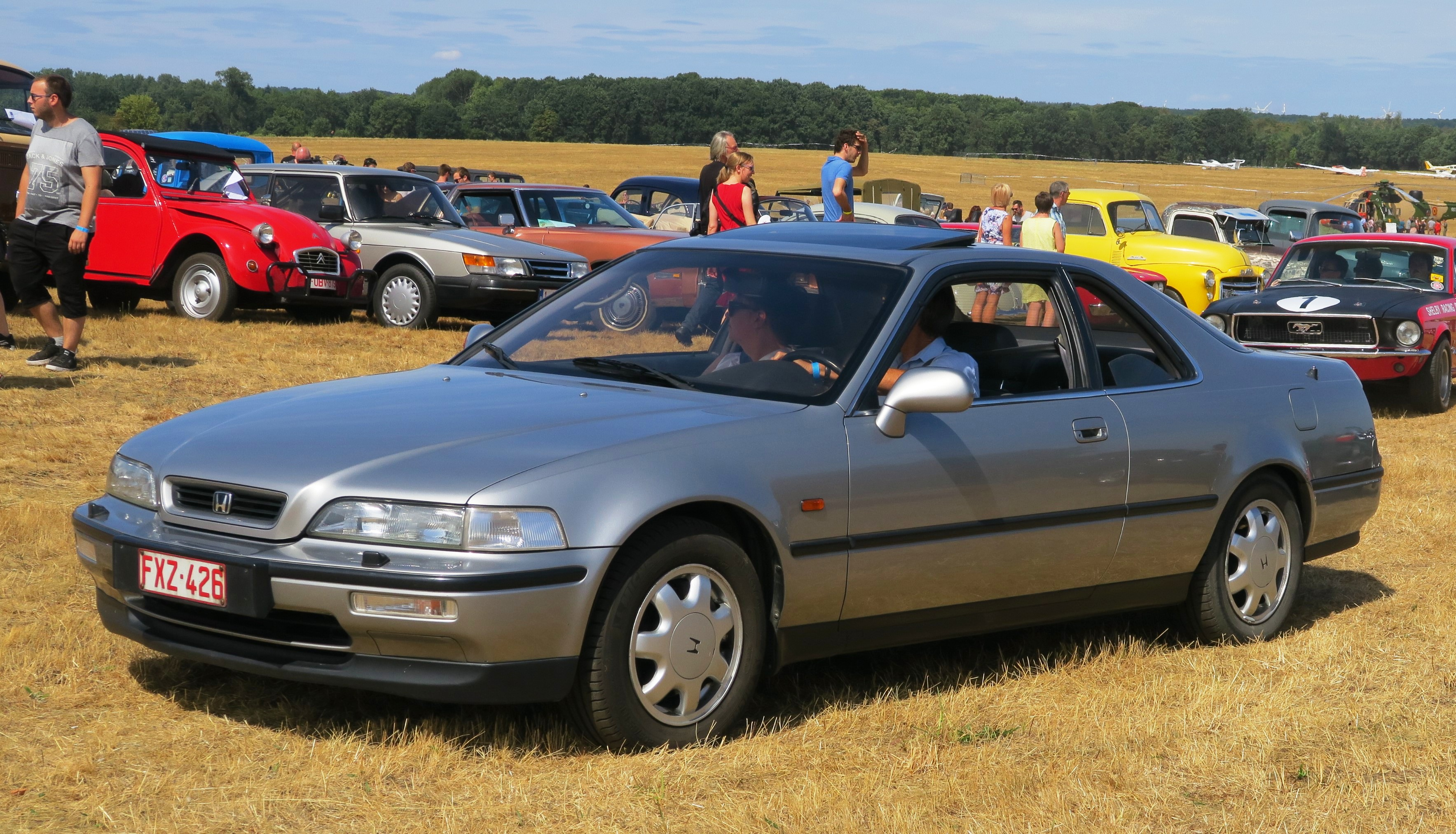
Honda Legend
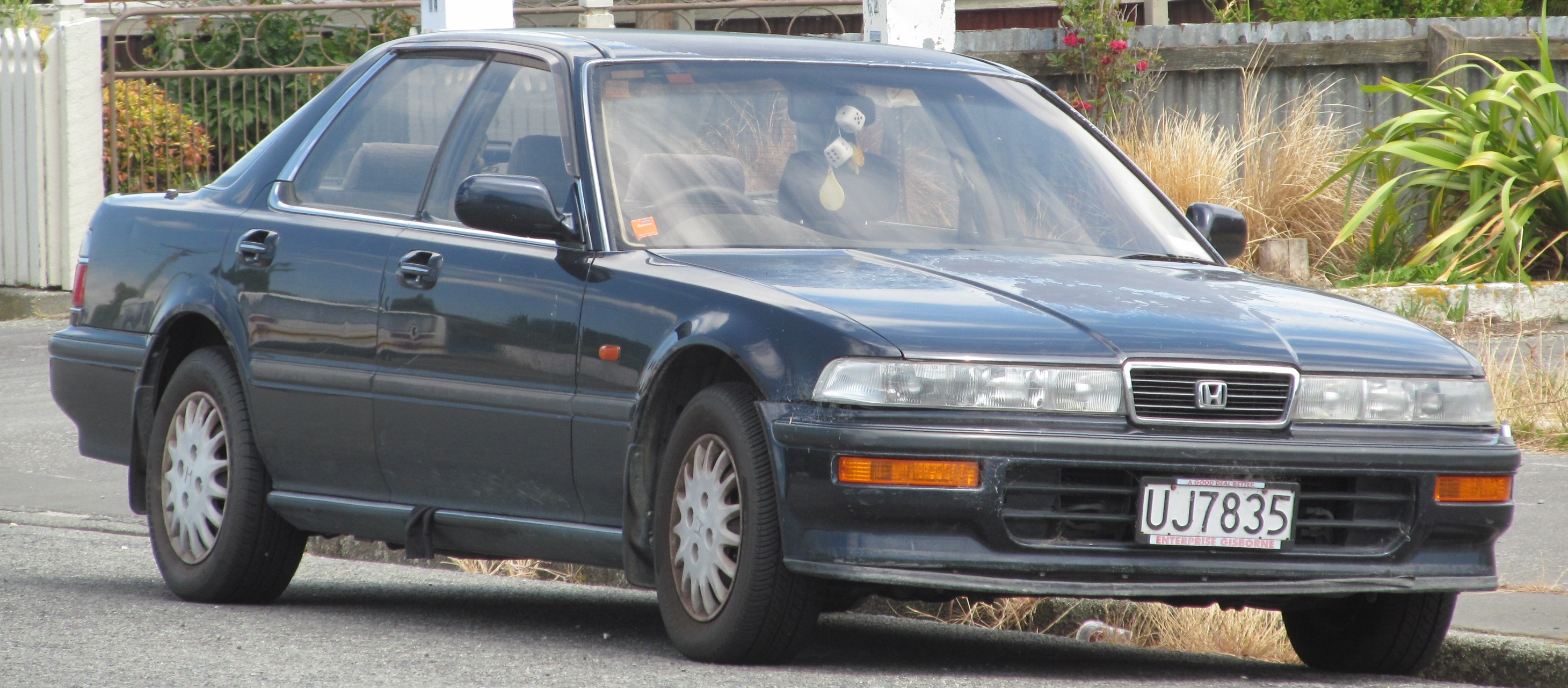
Honda Vigor
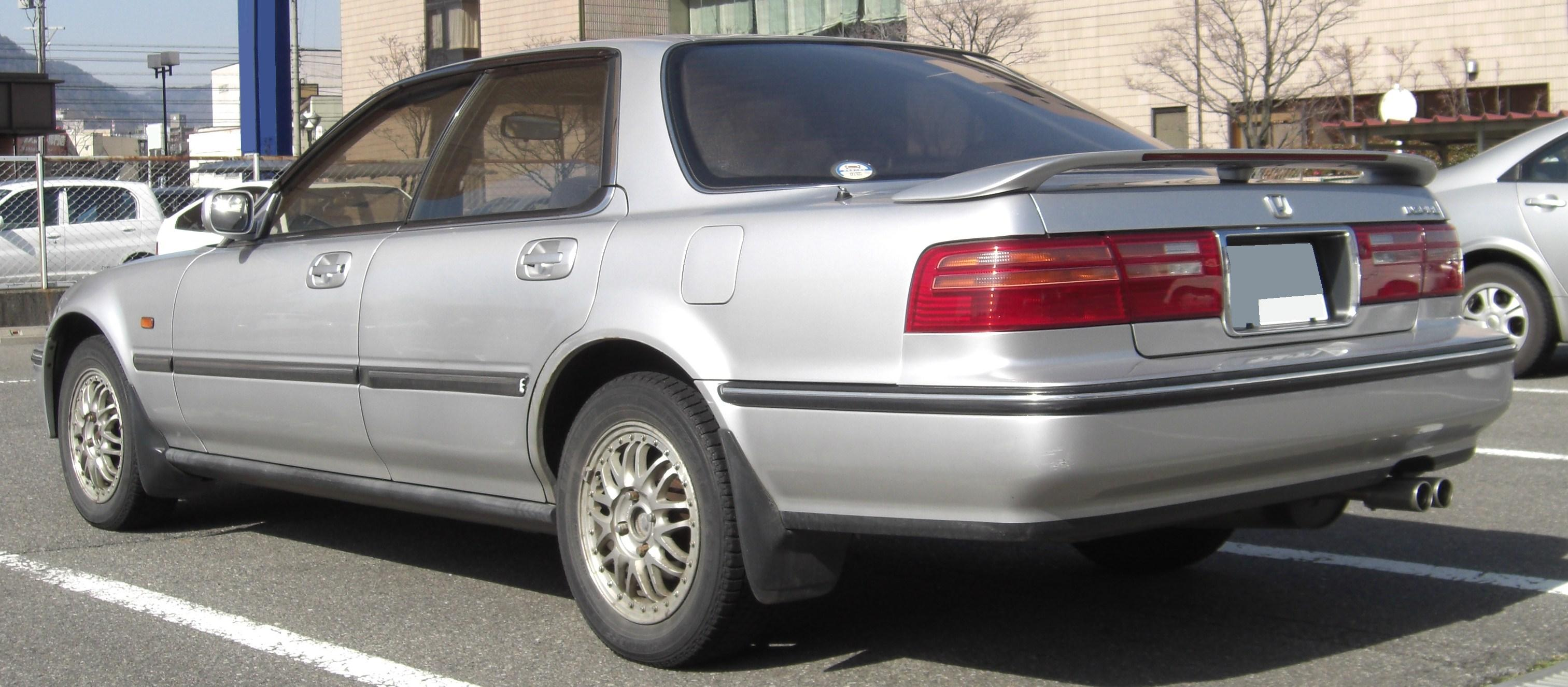
Honda Inspire

- Mitsubishi: Proudia/Dignity, Diamante;

MITSUBISHI
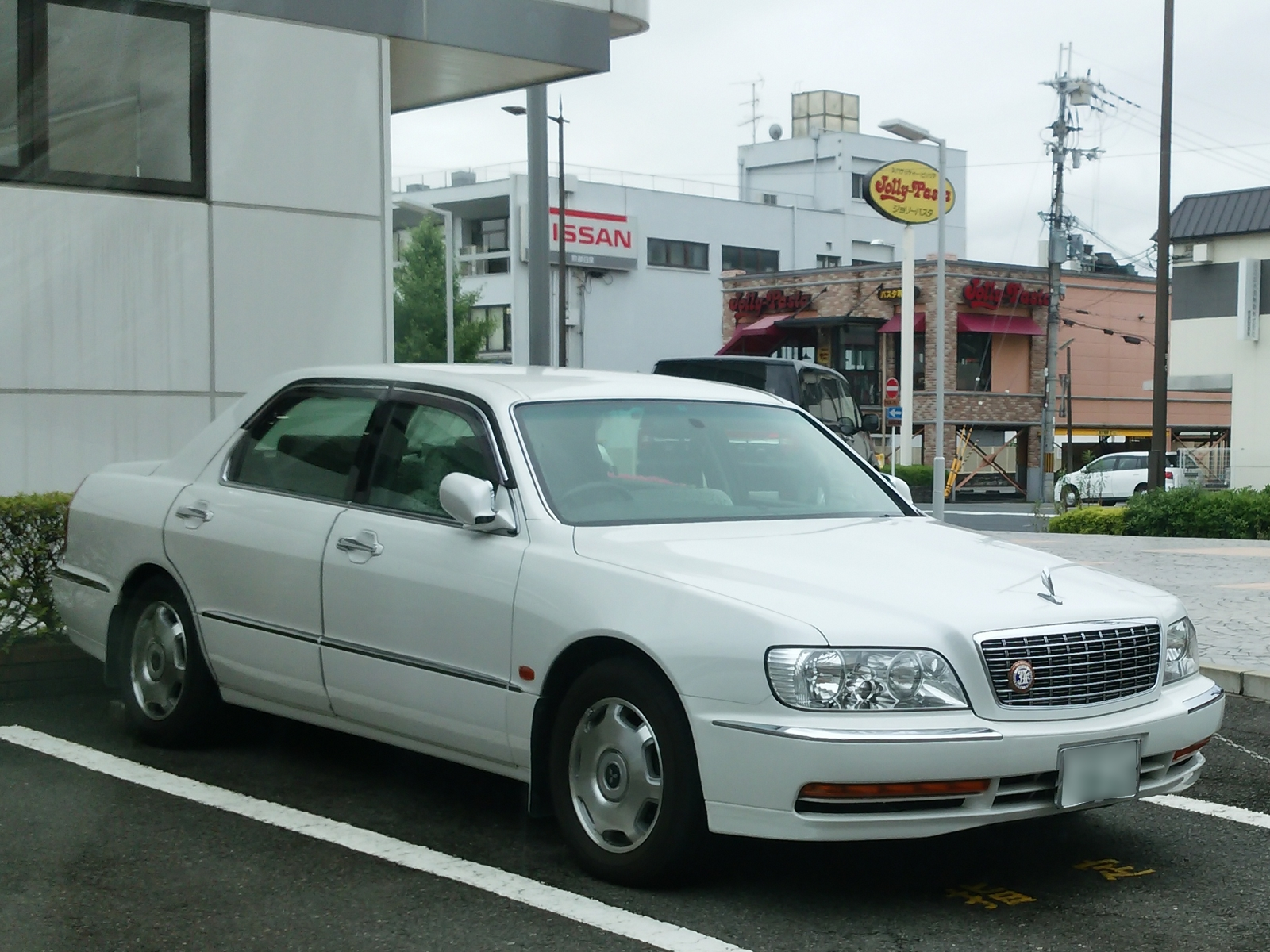
Mitsubishi Proudia
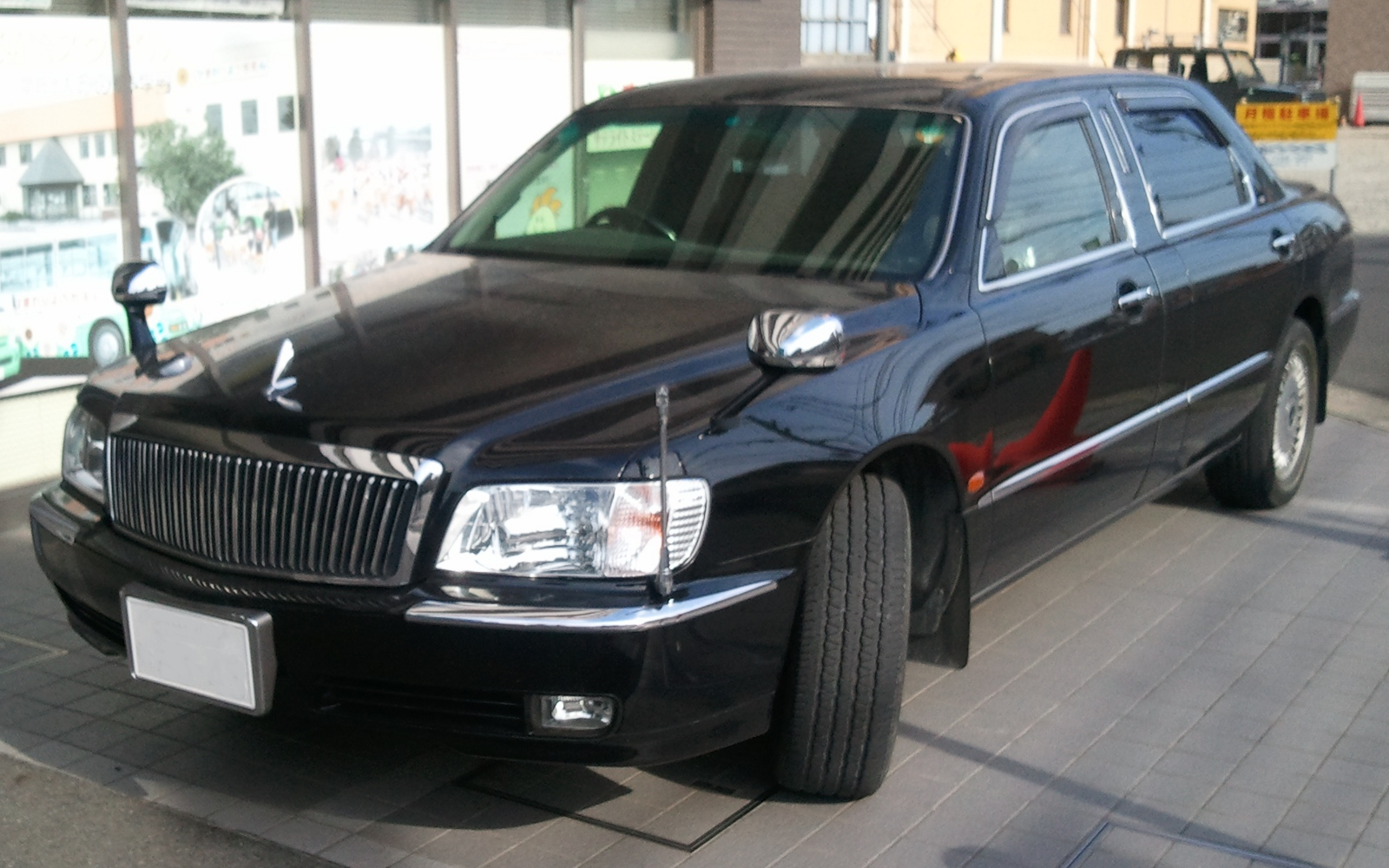
Mitsubishi Dignity
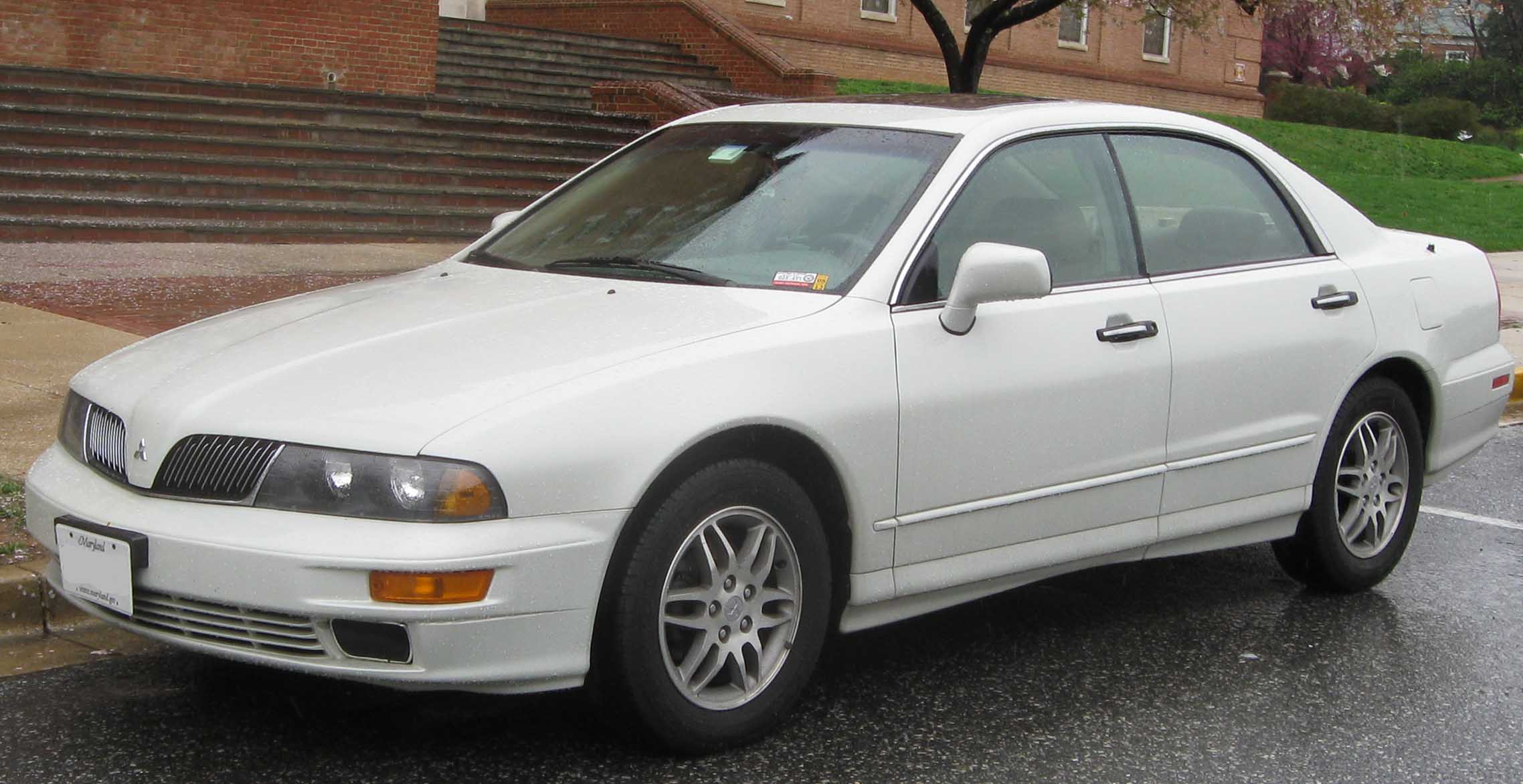
Mitsubishi Diamante

- Mazda: Sentia/929, Millenia;

MAZDA
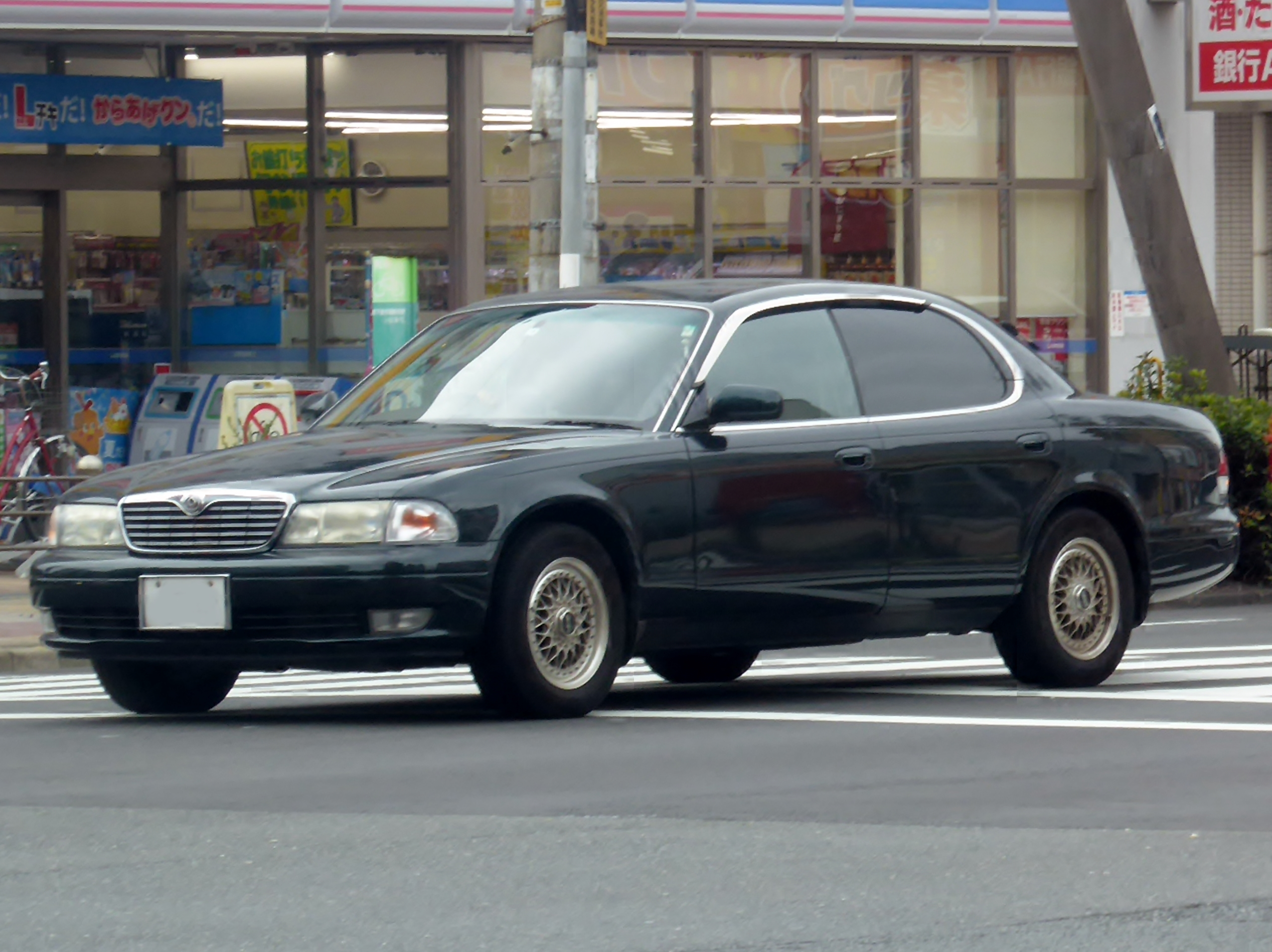
Mazda Sentia
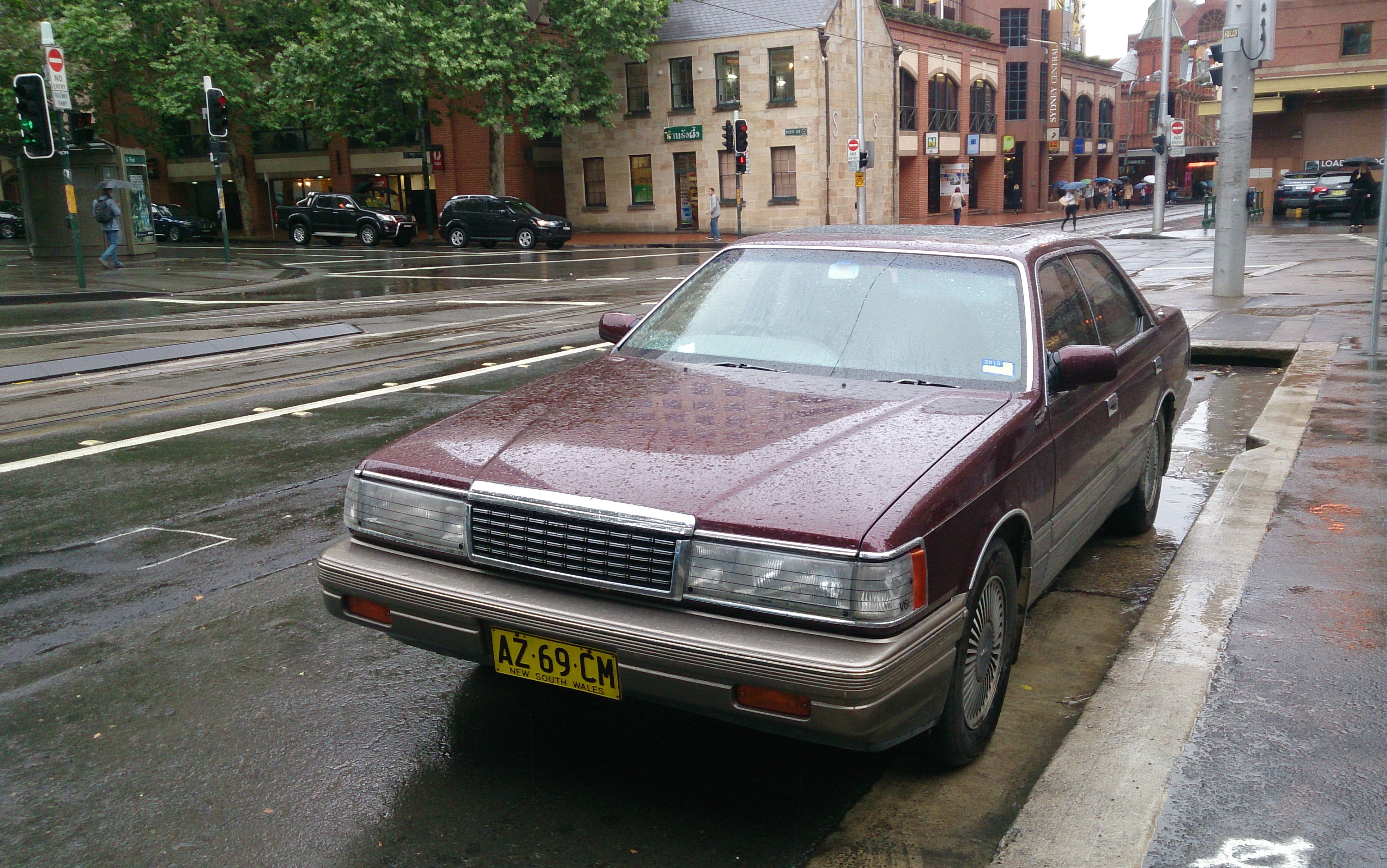
Mazda 929
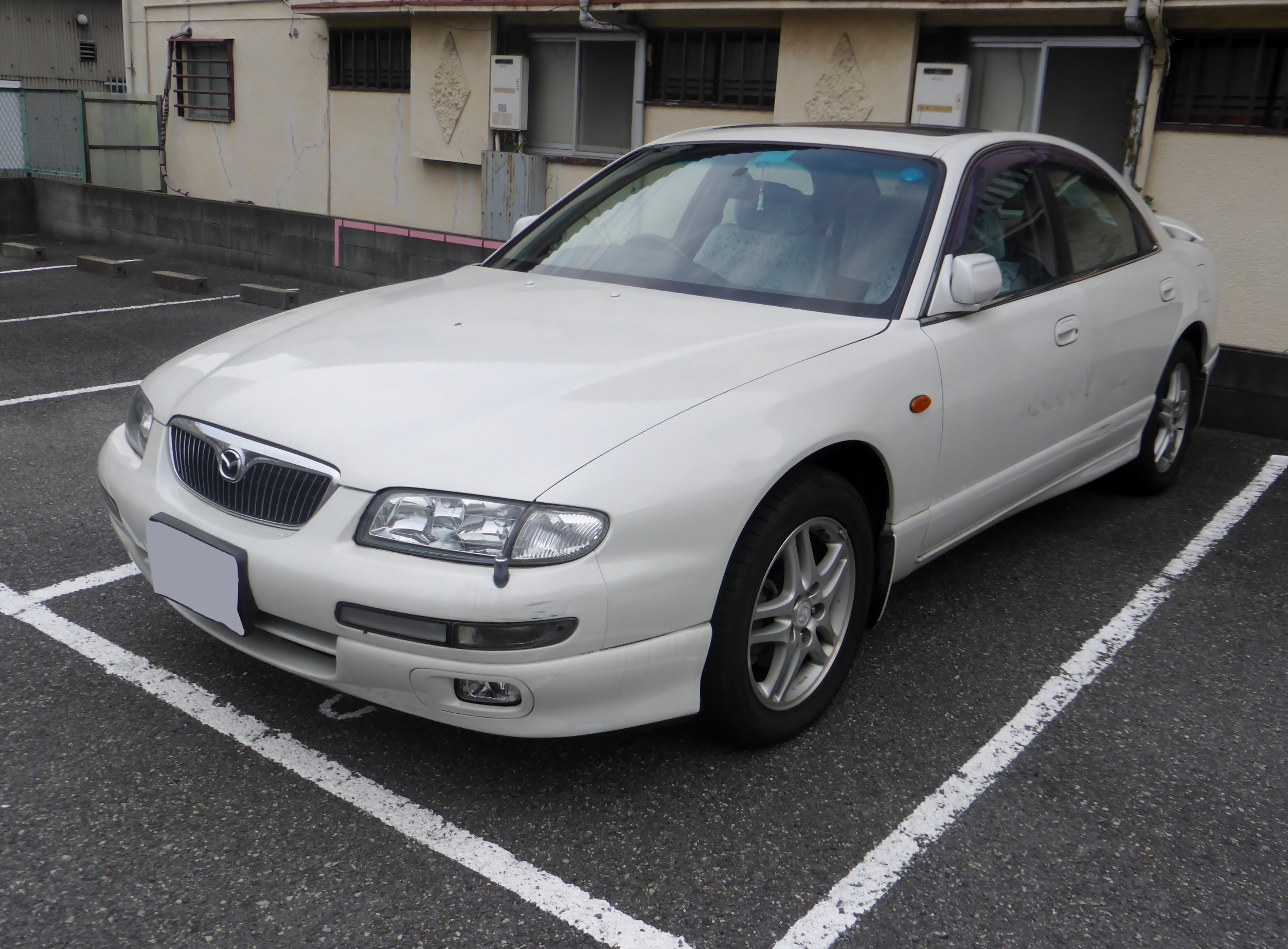
Mazda Millenia

Також часто використовують седани середнього класу цих брендів. 
Деякі іномарки, також були популярними, особливо багато моделей седанів від Mercedes, а також Chrysler 300. Коли ентузіасти автомобілебудування почали надавати перевагу VIP-стилю, усе, починаючи від міні-венів, таких як Toyota Estima та Honda Odyssey, і закінчуючи меншими автомобілями, такими як Suzuki Wagon R і Toyota bB, отримало подібні модифікації як і седани.

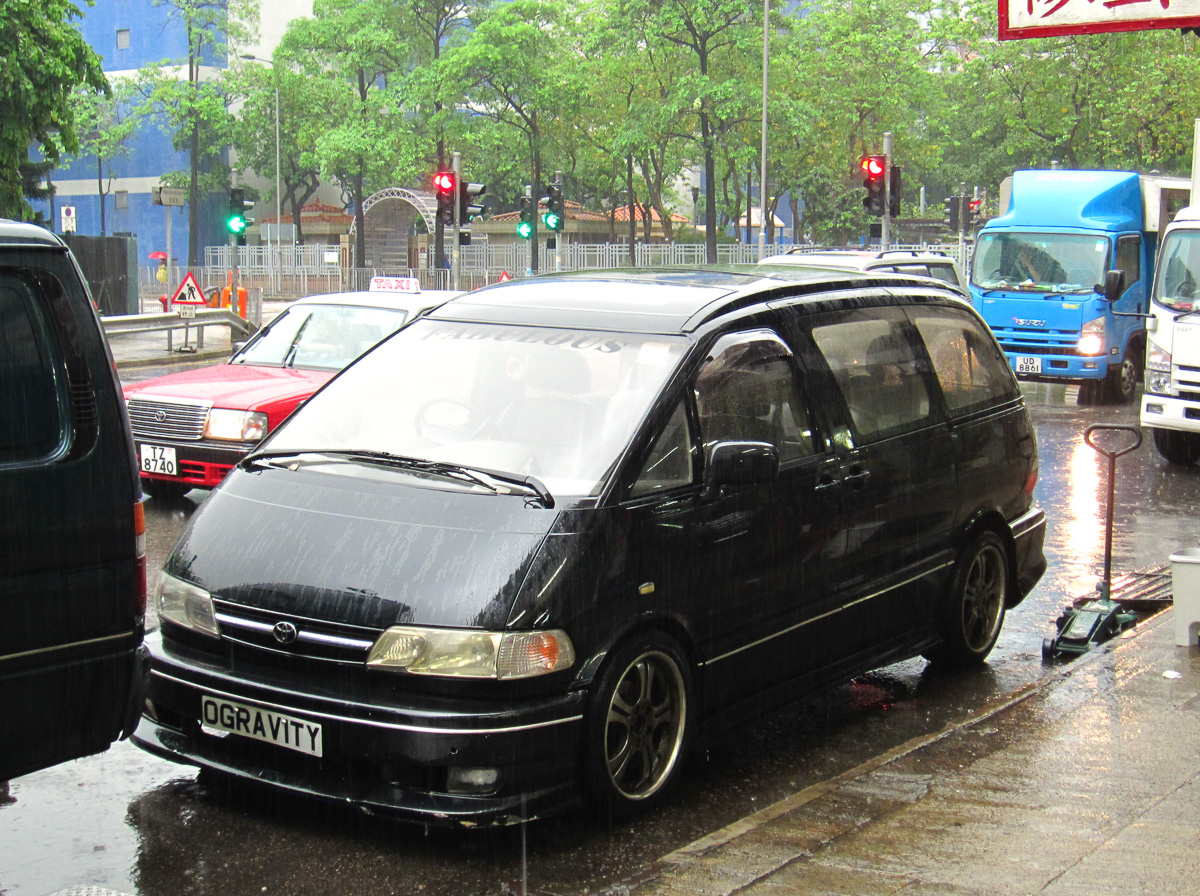
Toyota Estima
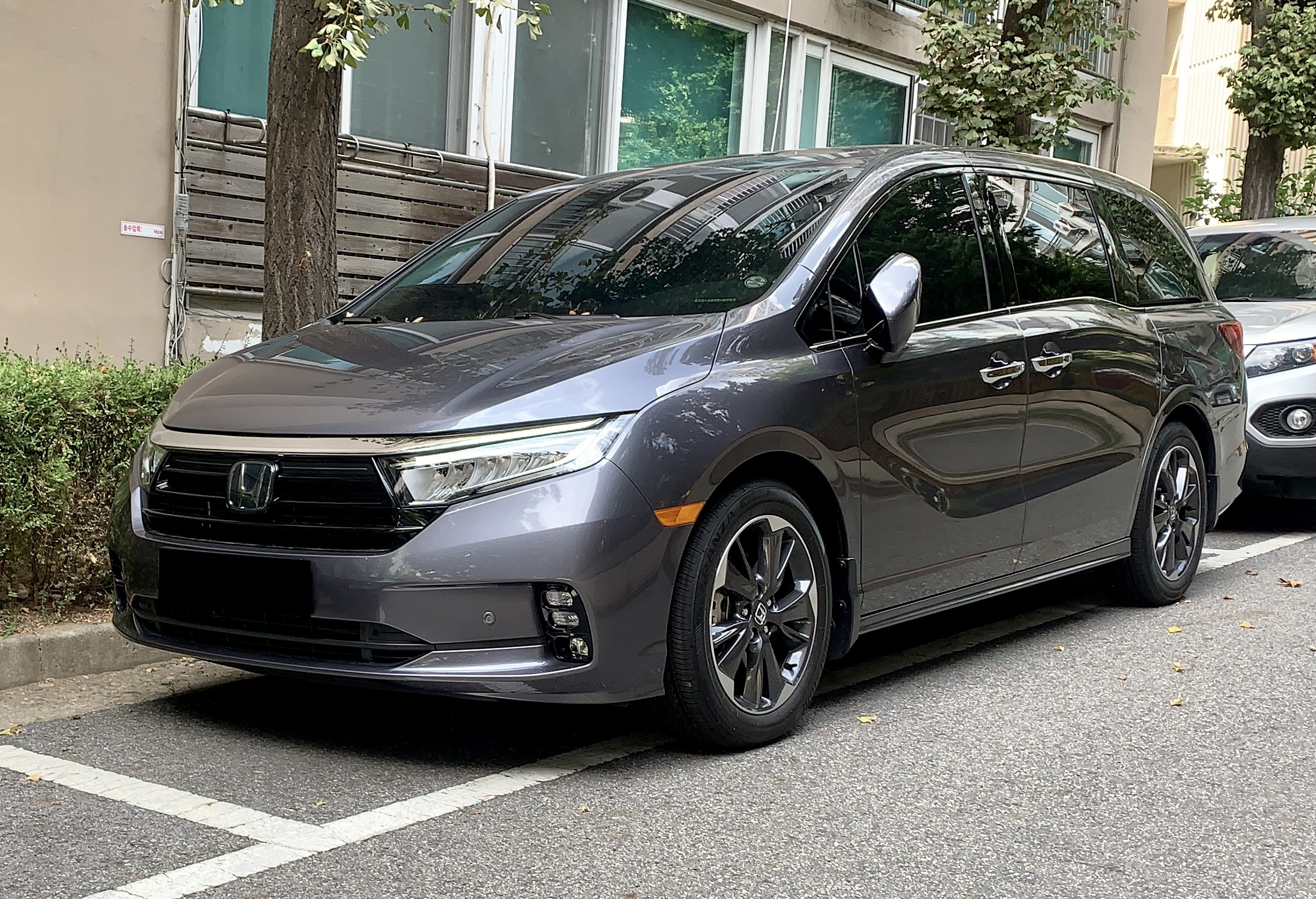
Honda Odyssey
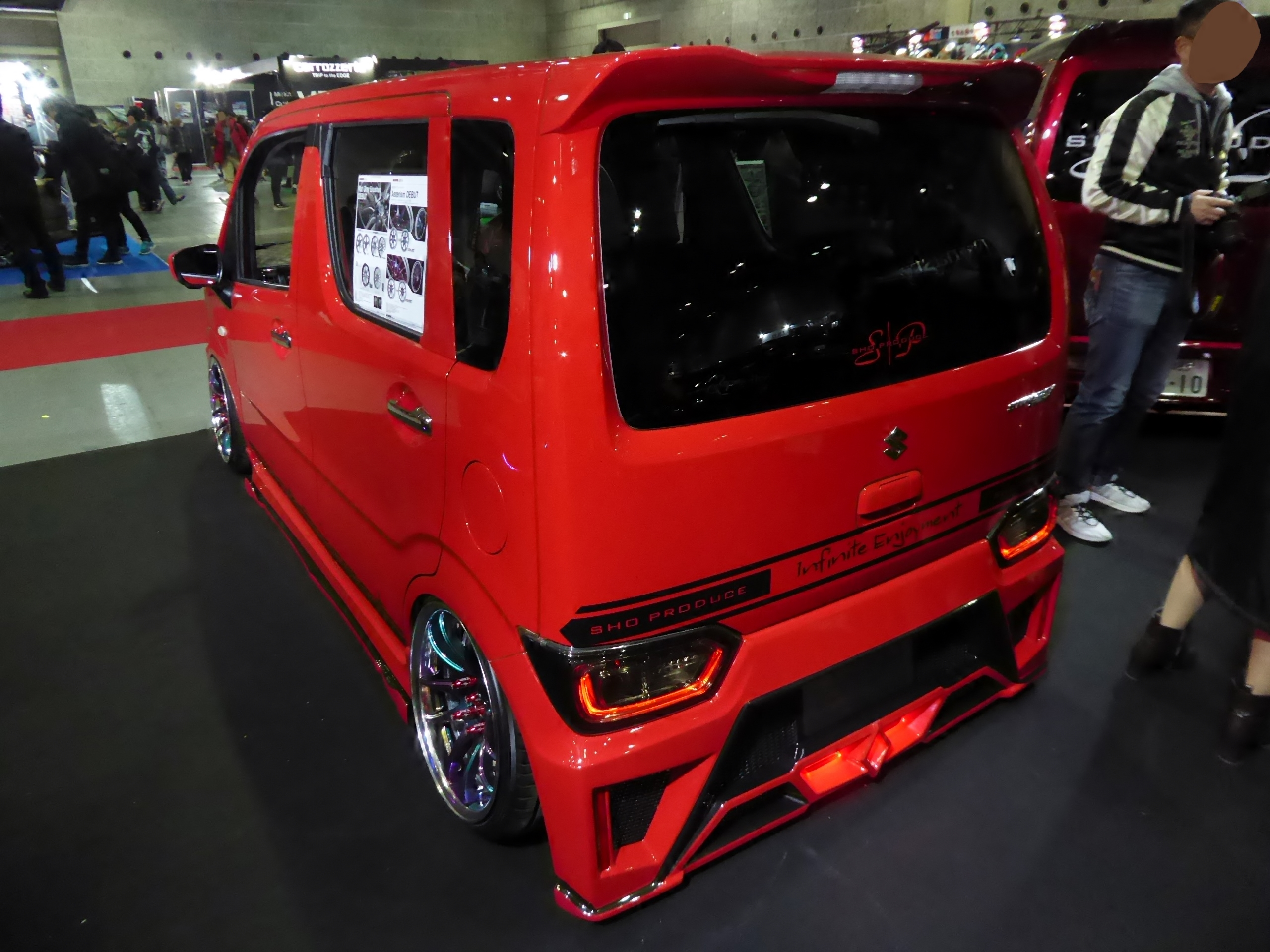
Suzuki Wagon R
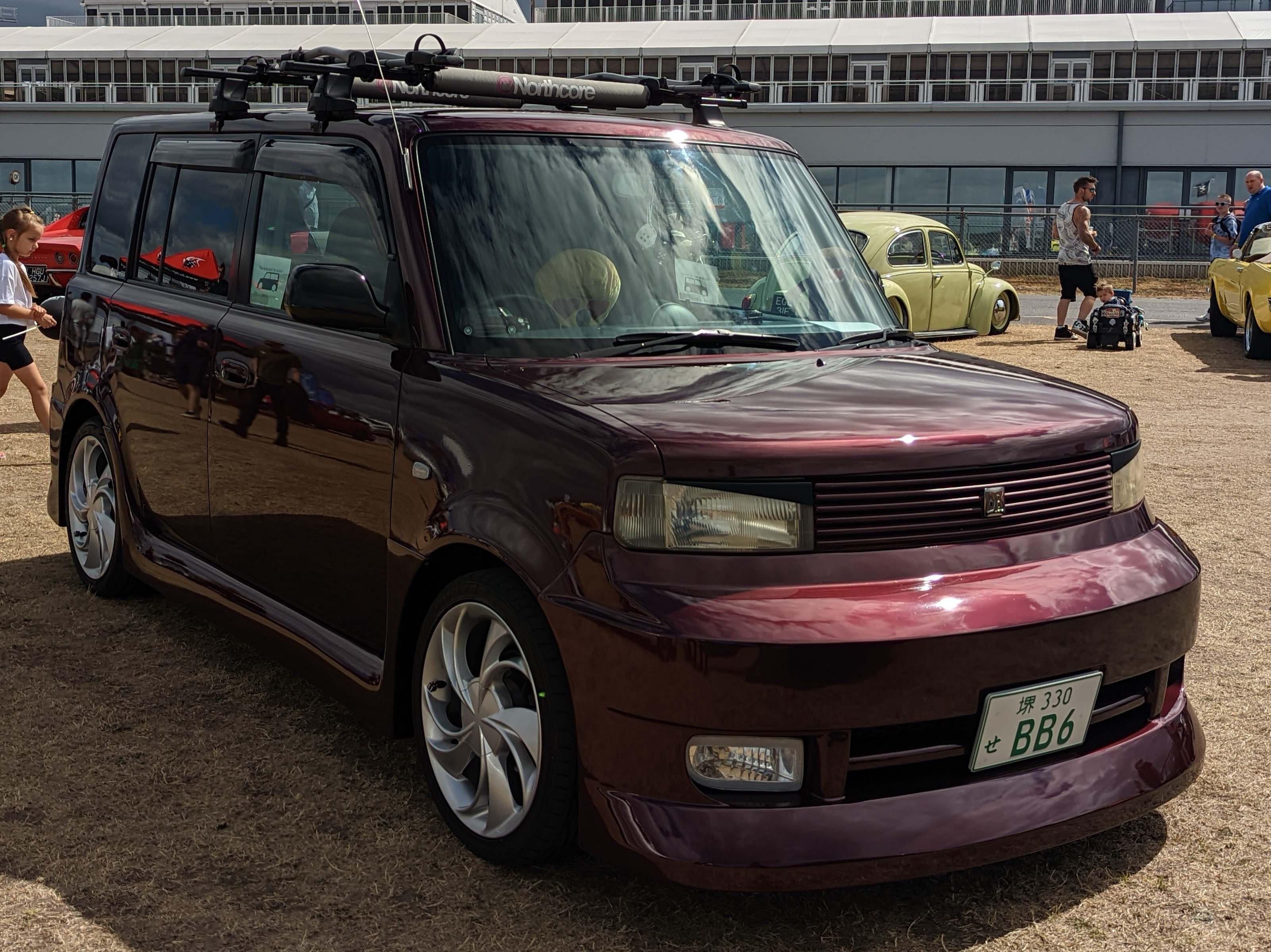
Toyota bB

Американські тюнери часто використовують японські седани, такі як Lexus GS , Lexus LS , Infiniti Q45 , Infiniti M45 і Acura RL . Іноді американці замінюють значки на свої аналоги JDM, тобто значки Toyota Celsior на Lexus LS, тоді як деякі японці роблять навпаки і розміщують значки USDM на своїх автомобілях.

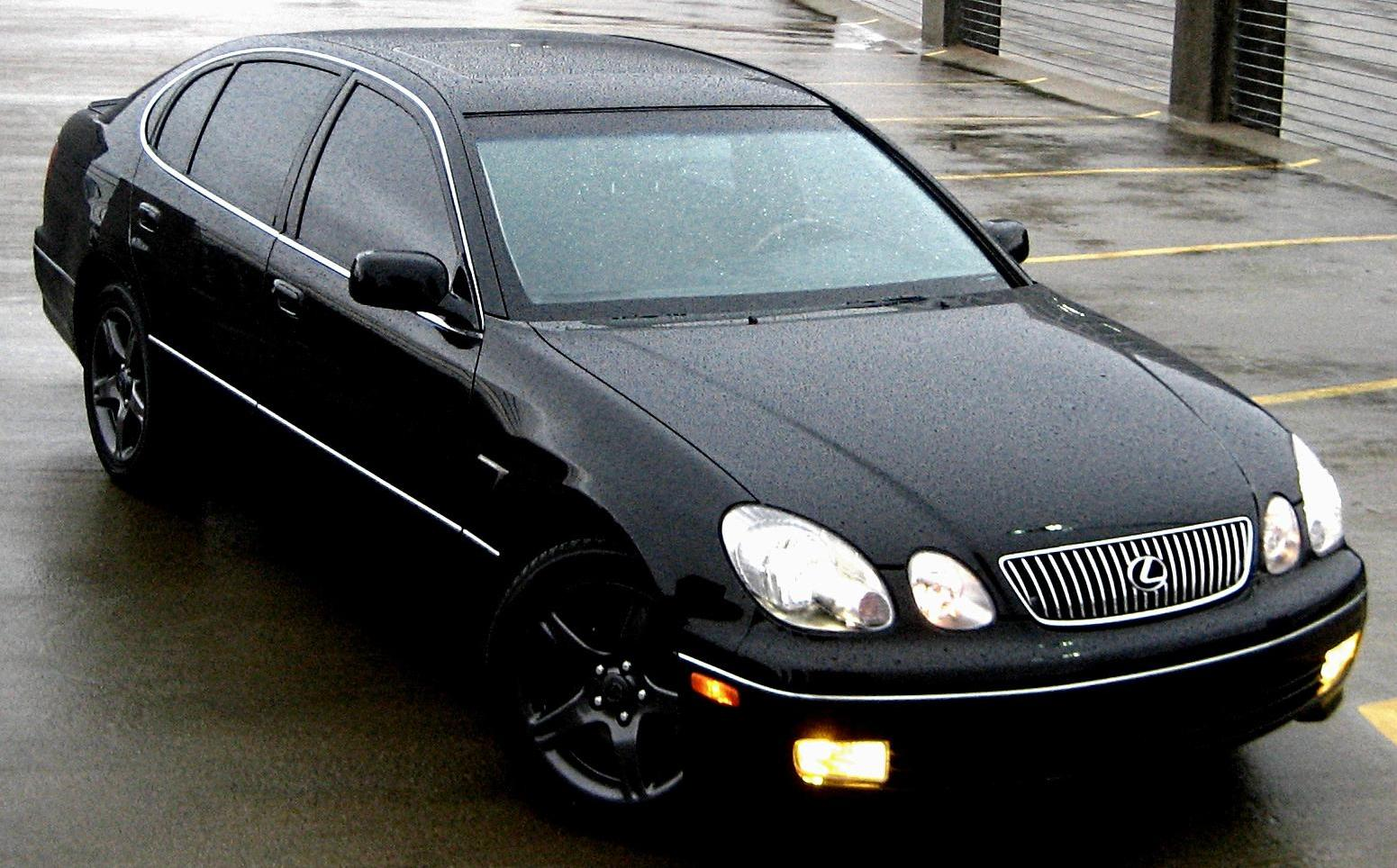
Lexus GS 300
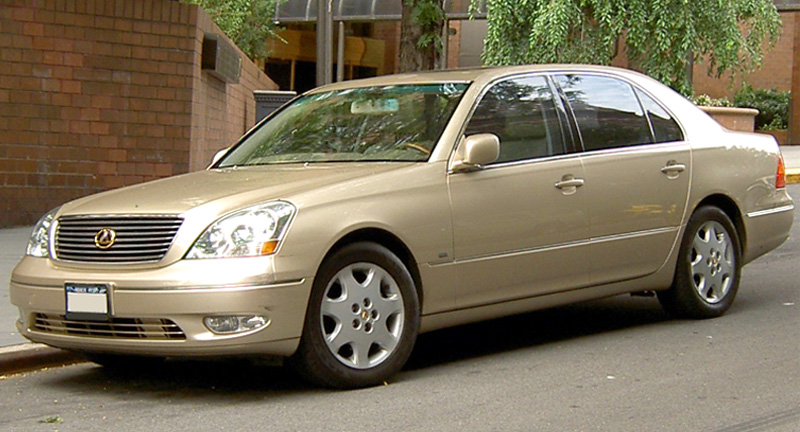
Lexus LS430
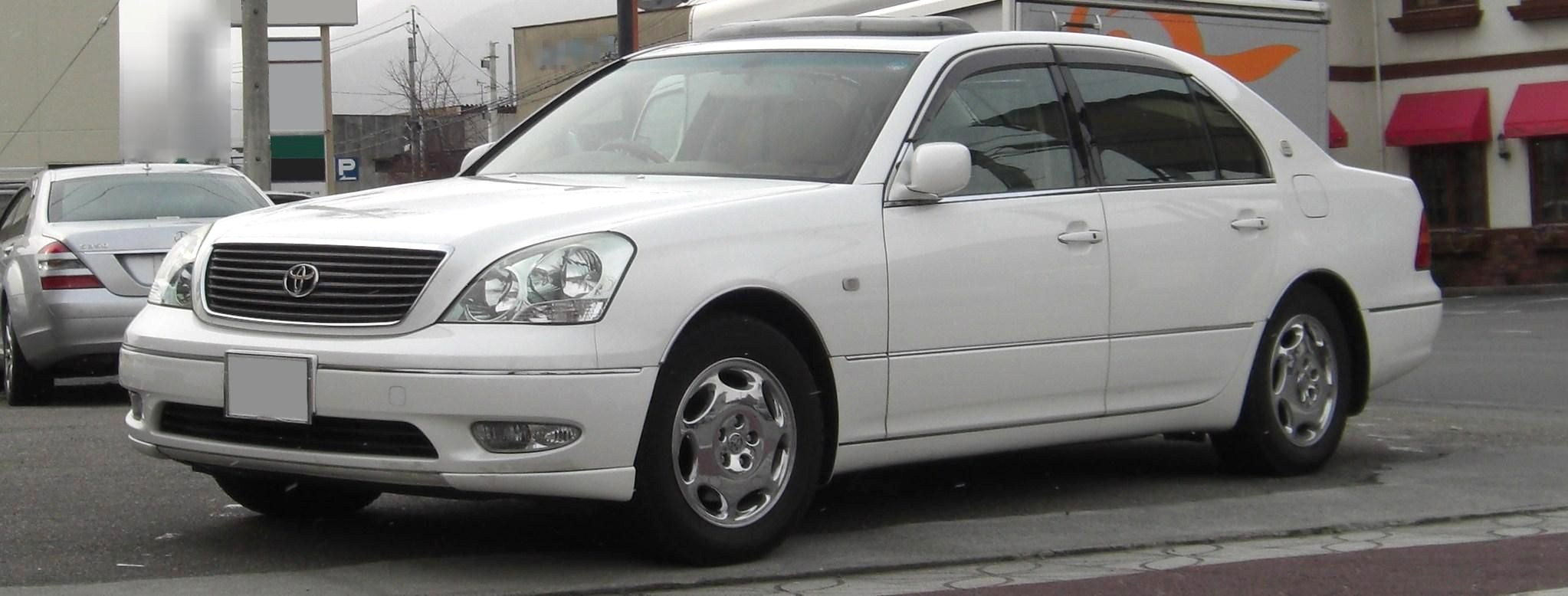
Toyota Celsior
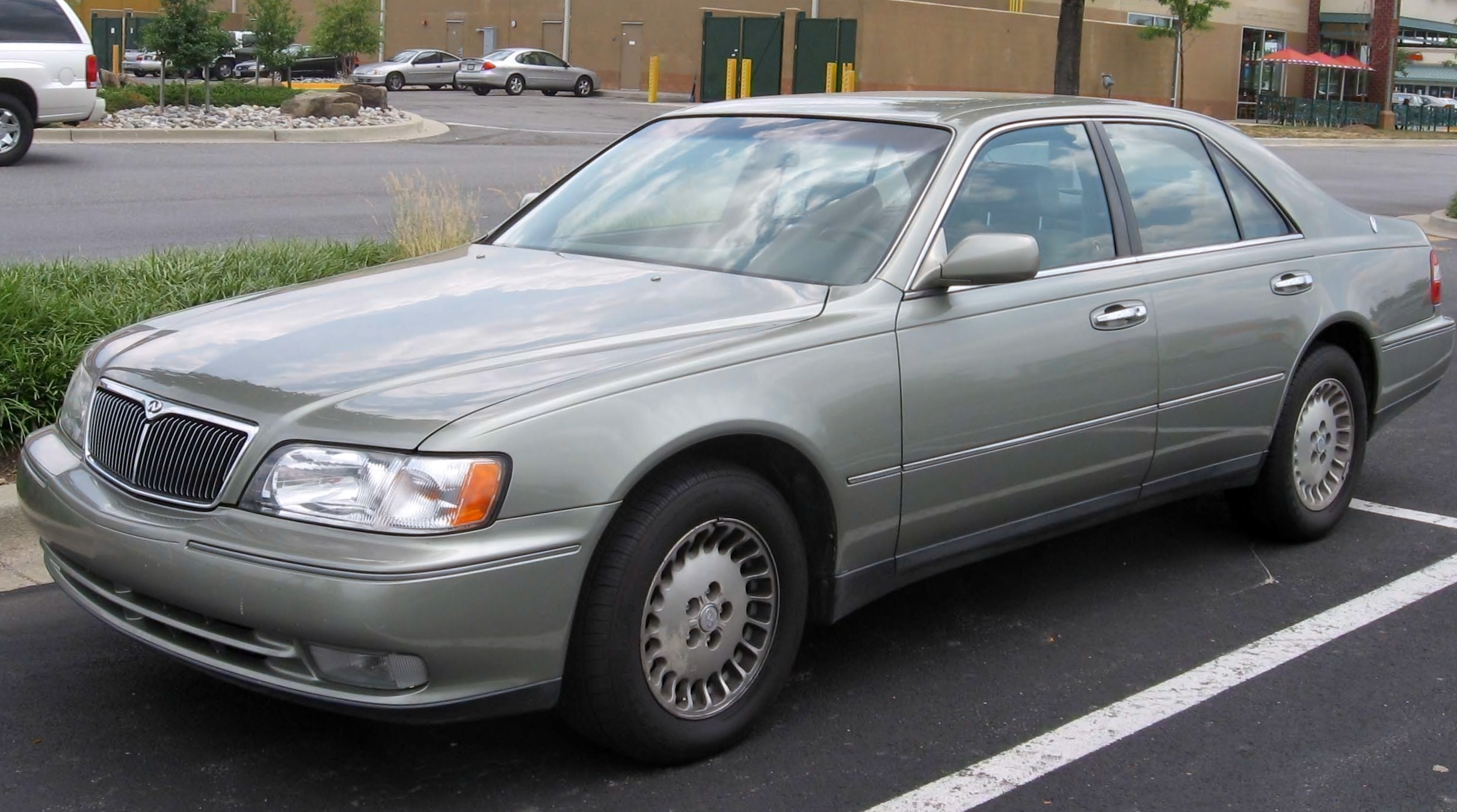
Infiniti Q45
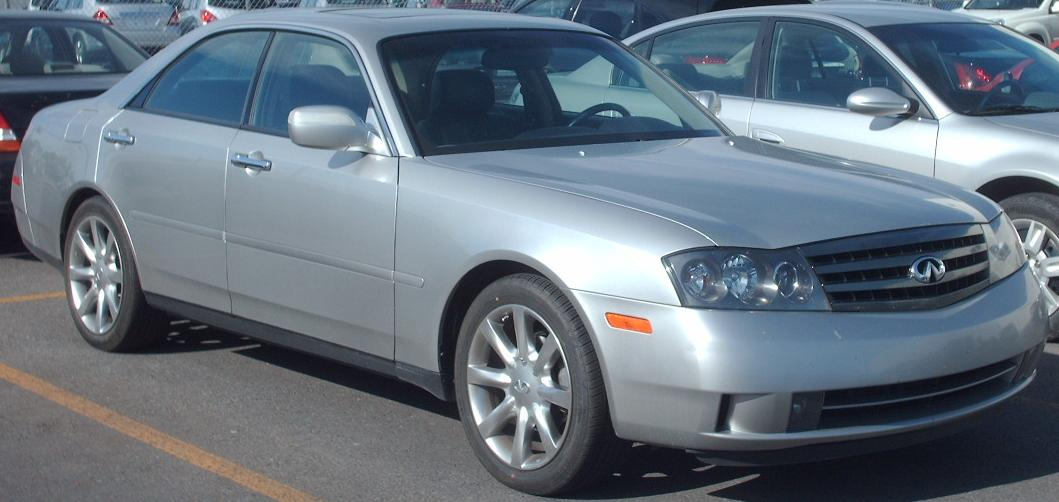
Infiniti M45
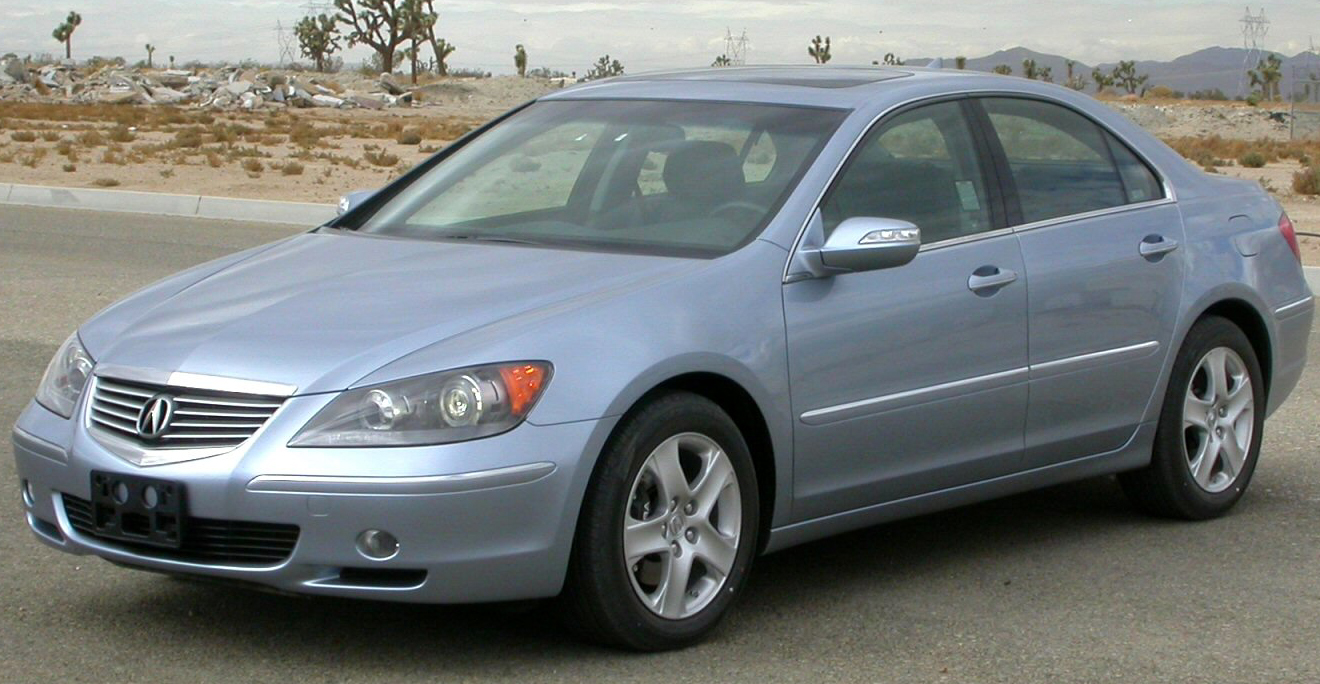
Acura RL